# La Roque-Sainte-Marguerite
Pour les articles homonymes, voir La Roque et Sainte-Marguerite.
La Roque-Sainte-Marguerite est une commune française, située dans le département de l'Aveyron, en région Occitanie.
Le patrimoine architectural de la commune comprend un immeuble protégé au titre des monuments historiques : l'église Notre-Dame-des-Treilles de Saint-Véran, inscrite en 1927.

## Géographie

### Généralités

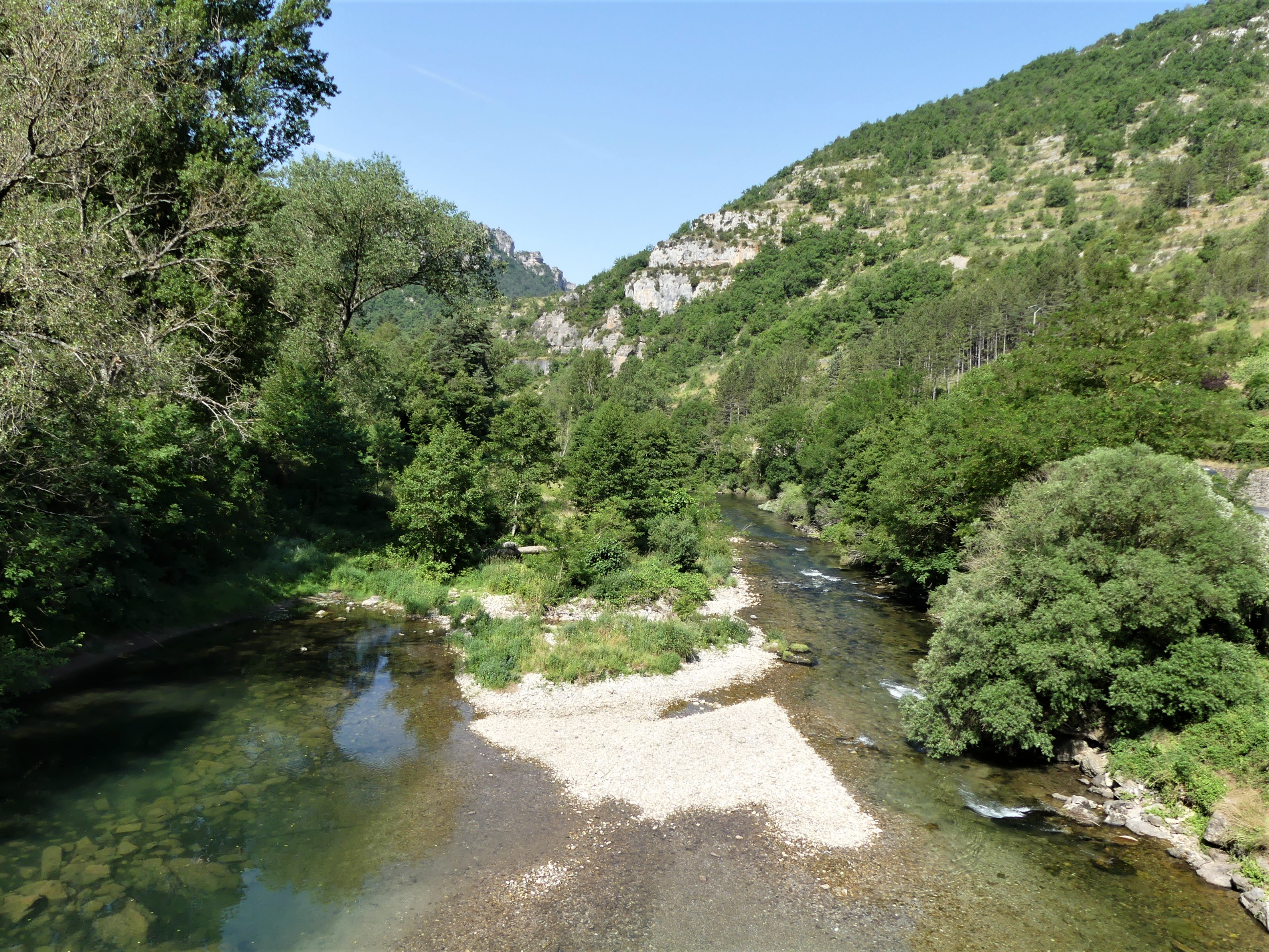
Les gorges de la Dourbie au bourg de La Roque-Sainte-Marguerite.

Dans le sud du Massif central, dans le quart sud-est du département de l'Aveyron et limitrophe de celui  du Gard, la commune de La Roque-Sainte-Marguerite est située à l'intérieur du parc naturel régional des Grands Causses. Le territoire communal s'étend sur 49,40 km2, sur le causse Noir au nord et sur le causse du Larzac au sud, séparés sur plus de dix kilomètres par la Dourbie et ses gorges, hautes de 300 à 400 mètres.
L'altitude minimale, 385 mètres, se trouve localisée à l'extrême ouest, au lieu-dit la Luminarie, là où la Dourbie quitte la commune et entre sur celle de Millau. L'altitude maximale avec 909 ou 912 mètres est située à l'extrême nord-est, à une vingtaine de mètres de la commune de Lanuéjols dans le Gard, près du lieu-dit les Roussettes.
Traversé par la route départementale (RD) 991 qui longe la Dourbie de Millau jusqu'à Nant, le bourg de La Roque-Sainte-Marguerite est situé, en distances orthodromiques, douze kilomètres à l'est-nord-est du centre-ville de Millau. La commune est également desservie par les RD 41 et 110.
En provenance de la commune de Lanuéjols, le GR 62 traverse le territoire communal d'est au nord-ouest sur plus de douze kilomètres en deux tronçons, passant par le bourg de Saint-Véran et se dirigeant vers Millau.
Dans le sud de la commune, sur sept kilomètres entre Nant et Millau, le GR 71D (tour du Larzac) passe au hameau de Montredon. Sur trois kilomètres, une variante de ce sentier de grande randonnée passe plus au nord.

### Communes limitrophes
La Roque-Sainte-Marguerite est limitrophe de sept autres communes dont deux dans le département du Gard.
| La Cresse | Peyreleau — Saint-André-de-Vézines |                  |
| Millau    | La Roque-Sainte-Marguerite         | Lanuéjols (Gard) |
|           | Nant                               | Revens (Gard)    |

### Hydrographie

#### Réseau hydrographique

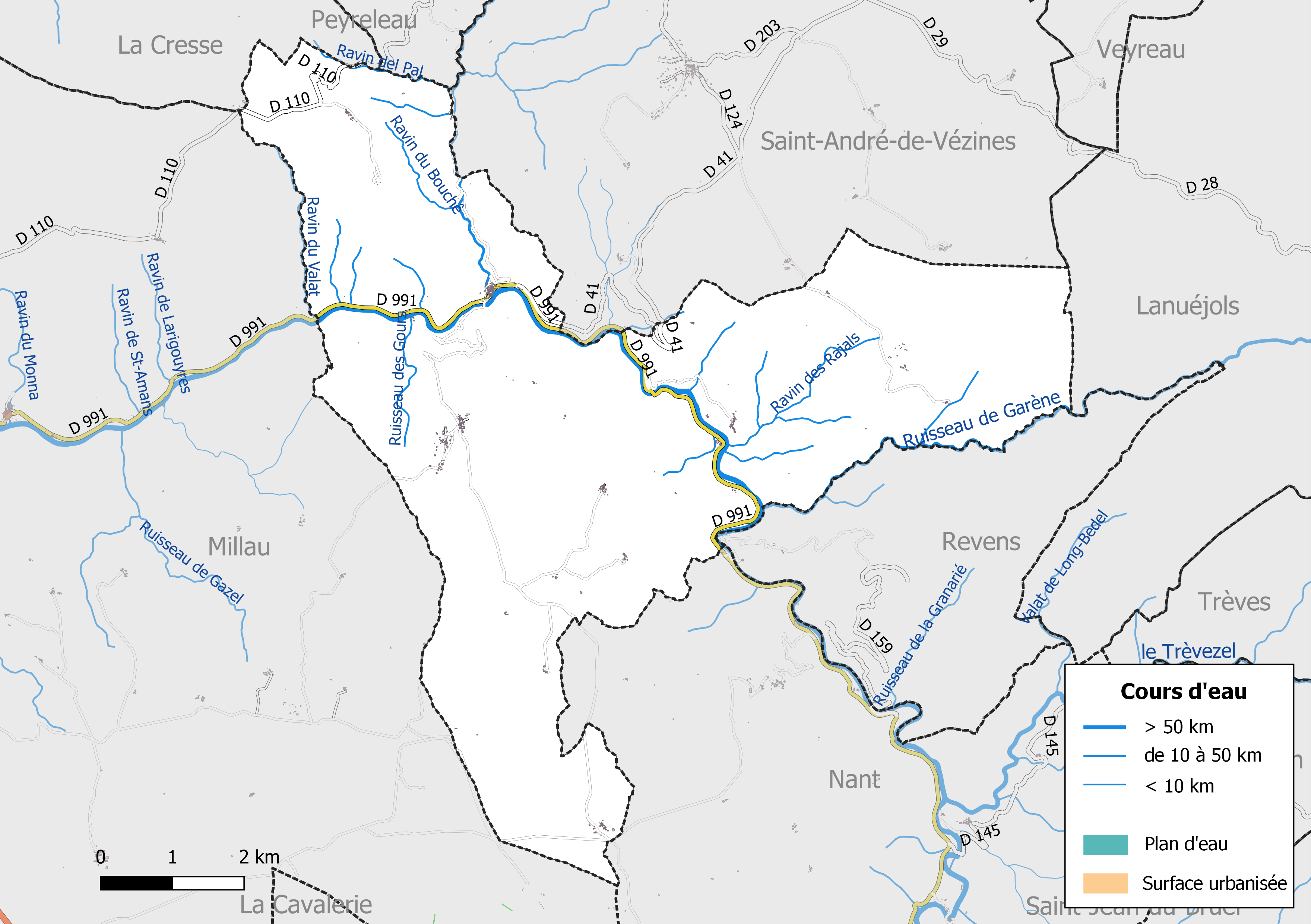
Réseaux hydrographique et routier de La Roque-Sainte-Marguerite.

La commune est drainée par la Dourbie, le ruisseau de Garène, le ravin du Riou Sec, le ravin de Canazels, le ravin de la Combe, le ravin de la Millière du Doul, le ravin del Pal, le ravin des Rajals, le ravin du Bouchê, le ravin du Valat, le ruisseau des Gours et par divers petits cours d'eau.
La Dourbie, d'une longueur totale de 71,9 km, prend sa source dans le massif du Lingas au sud du mont Aigoual, dans la commune d'Arphy (Gard) et se jette  dans le Tarn à Millau, après avoir arrosé 10 communes.
Le ruisseau de Garène, d'une longueur totale de 17,4 km, prend sa source dans la commune de Lanuéjols (Lozère) et se jette  dans la Dourbie à La Roque-Sainte-Marguerite, après avoir arrosé 3 communes.

#### Gestion des cours d'eau
Afin d’atteindre le bon état des eaux imposé par la Directive-cadre sur l'eau du 23 octobre 2000, plusieurs outils de gestion intégrée s’articulent à différentes échelles pour définir et mettre en œuvre un programme d’actions de réhabilitation et de gestion des milieux aquatiques : le SDAGE (Schéma directeur d'aménagement et de gestion des eaux), à l’échelle du bassin hydrographique, et le SAGE (Schéma d'aménagement et de gestion des eaux), à l’échelle locale. Ce dernier fixe les objectifs généraux d’utilisation, de mise en valeur et de protection quantitative et qualitative des ressources en eau superficielle et souterraine. Trois SAGE sont mis en œuvre dans le département de l'Aveyron.
La commune fait partie du SAGE Tarn amont, approuvé le 15 décembre 2015, au sein du SDAGE Adour-Garonne. Le territoire de ce SAGE concerne une partie des bassins du Tarn de l’Aveyron et de l’Agout. Il couvre 69 communes, sur trois départements (Aveyron, Gard et Lozère) et deux régions, pour une superficie de 2 700 km2,. Le pilotage et l’animation du SAGE et du contrat de rivière du Tarn-amont associé sont assurés par le Syndicat mixte du bassin versant du Tarn-amont (SMBVTAM), qualifié de « structure porteuse ». Cet organisme a été créé le 1er avril 2018 et est constitué de neuf communautés de communes.

### Climat
Pour des articles plus généraux, voir Climat de l'Occitanie et Climat de l'Aveyron.
En 2010, le climat de la commune est de type climat des marges montagnardes, selon une étude s'appuyant sur une série de données couvrant la période 1971-2000. En 2020, Météo-France publie une typologie des climats de la France métropolitaine dans laquelle la commune est exposée à un climat de montagne et est dans la région climatique Sud-est du Massif Central, caractérisée par une pluviométrie annuelle de 1 000 à 1 500 mm, minimale en été, maximale en automne.
Pour la période 1971-2000, la température annuelle moyenne est de 11,3 °C, avec une amplitude thermique annuelle de 16,2 °C. Le cumul annuel moyen de précipitations est de 1 143 mm, avec 10,3 jours de précipitations en janvier et 4,9 jours en juillet. Pour la période 1991-2020, la température moyenne annuelle observée sur la station météorologique la plus proche, située sur la commune de Saint-Pierre-des-Tripiers à 8,76 km à vol d'oiseau, est de 0,0 °C et le cumul annuel moyen de précipitations est de 0,0 mm,. Pour l'avenir, les paramètres climatiques de la commune estimés pour 2050 selon différents scénarios d'émission de gaz à effet de serre sont consultables sur un site dédié publié par Météo-France en novembre 2022.

### Milieux naturels et biodiversité

#### Espaces protégés
La protection réglementaire est le mode d’intervention le plus fort pour préserver des espaces naturels remarquables et leur biodiversité associée.
Dans ce cadre, la commune fait partie d'un espace protégé, le Parc naturel régional des Grands Causses, créé en 1995 et d'une superficie de 327 937 ha, qui s'étend sur 97 communes. Ce territoire rural habité, reconnu au niveau national pour sa forte valeur patrimoniale et paysagère, s’organise autour d’un projet concerté de développement durable, fondé sur la protection et la valorisation de son patrimoine,,.

#### Sites Natura 2000

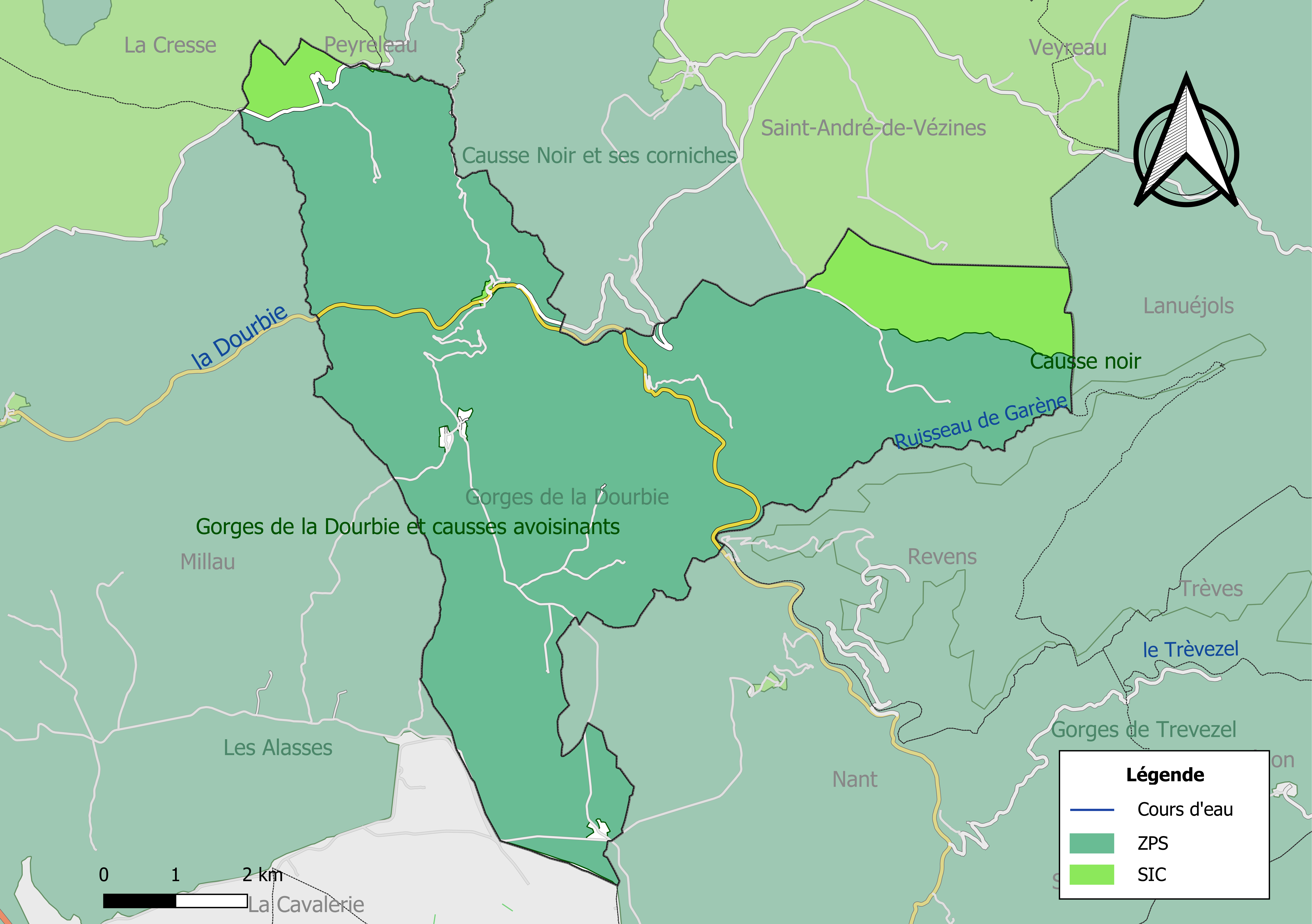
Sites Natura 2000 sur le territoire communal.

Le réseau Natura 2000 est un réseau écologique européen de sites naturels d’intérêt écologique élaboré à partir des Directives « Habitats » et « Oiseaux ». Ce réseau est constitué de Zones spéciales de conservation (ZSC) et de Zones de protection spéciale (ZPS). Dans les zones de ce réseau, les États Membres s'engagent à maintenir dans un état de conservation favorable les types d'habitats et d'espèces concernés, par le biais de mesures réglementaires, administratives ou contractuelles.
Deux sites Natura 2000 ont été définis sur la commune au titre de la « directive Habitats » : 
- les « Gorges de la Dourbie », d'une superficie de 7 087 ha sur 6 communes dont 5 dans l'Aveyron et 1 dans le Gard, sont un magnifique ensemble de gorges avec parois et corniches calcaires dont la végétation est formée de pelouses xérothermiques, de landes (parcours à ovins), de taillis de chênes pubescents, de hêtres et de pins sylvestres[21] ;
- le « Causse Noir et ses corniches », d'une superficie de 13 990 ha sur 9 communes du département, est un plateau calcaire et dolomitique avec pelouses sèches, forêts et taillis de chênes et de pins sylvestres, avec une bordure de falaises et de gorges[22] ;

un  au titre de la « directive Oiseaux » :  
- les « Gorges de la Dourbie et causses avoisinants », d'une superficie de 28 057 ha sur 13 communes dont 8 dans l'Aveyron et 5 dans le Gard, qui comprennent une grande partie du causse Noir, du causse du Larzac et du causse Bégon, ainsi que les gorges qui les séparent. Dix-sept espèces de l'annexe 1 se reproduisent sur le site, parmi lesquelles huit espèces de rapaces[23].

#### Zones naturelles d'intérêt écologique, faunistique et floristique
L’inventaire des zones naturelles d'intérêt écologique, faunistique et floristique (ZNIEFF) a pour objectif de réaliser une couverture des zones les plus intéressantes sur le plan écologique, essentiellement dans la perspective d’améliorer la connaissance du patrimoine naturel national et de fournir aux différents décideurs un outil d’aide à la prise en compte de l’environnement dans l’aménagement du territoire.
Le territoire communal de La Roque-Sainte-Marguerite comprend deux ZNIEFF de type 1, : 
- les « Gorges de la Dourbie et ses affluents » (14 060 ha), couvrant 11 communes dont 6 dans l'Aveyron et 5 dans le Gard[25] ;
- la « Partie orientale du causse Noir » (5 655 ha), couvrant 5 communes dont 3 dans l'Aveyron, 1 dans le Gard et 1 dans la Lozère[26]

et deux ZNIEFF de type 2, : 
- le « causse du Larzac » (50 424 ha), qui s'étend sur 23 communes dont 21 dans l'Aveyron et 2 dans l'Hérault[27] ;
- le « causse Noir et ses corniches » (20 863 ha), qui s'étend sur 14 communes dont 10 dans l'Aveyron, 3 dans le Gard et 1 dans la Lozère[28].

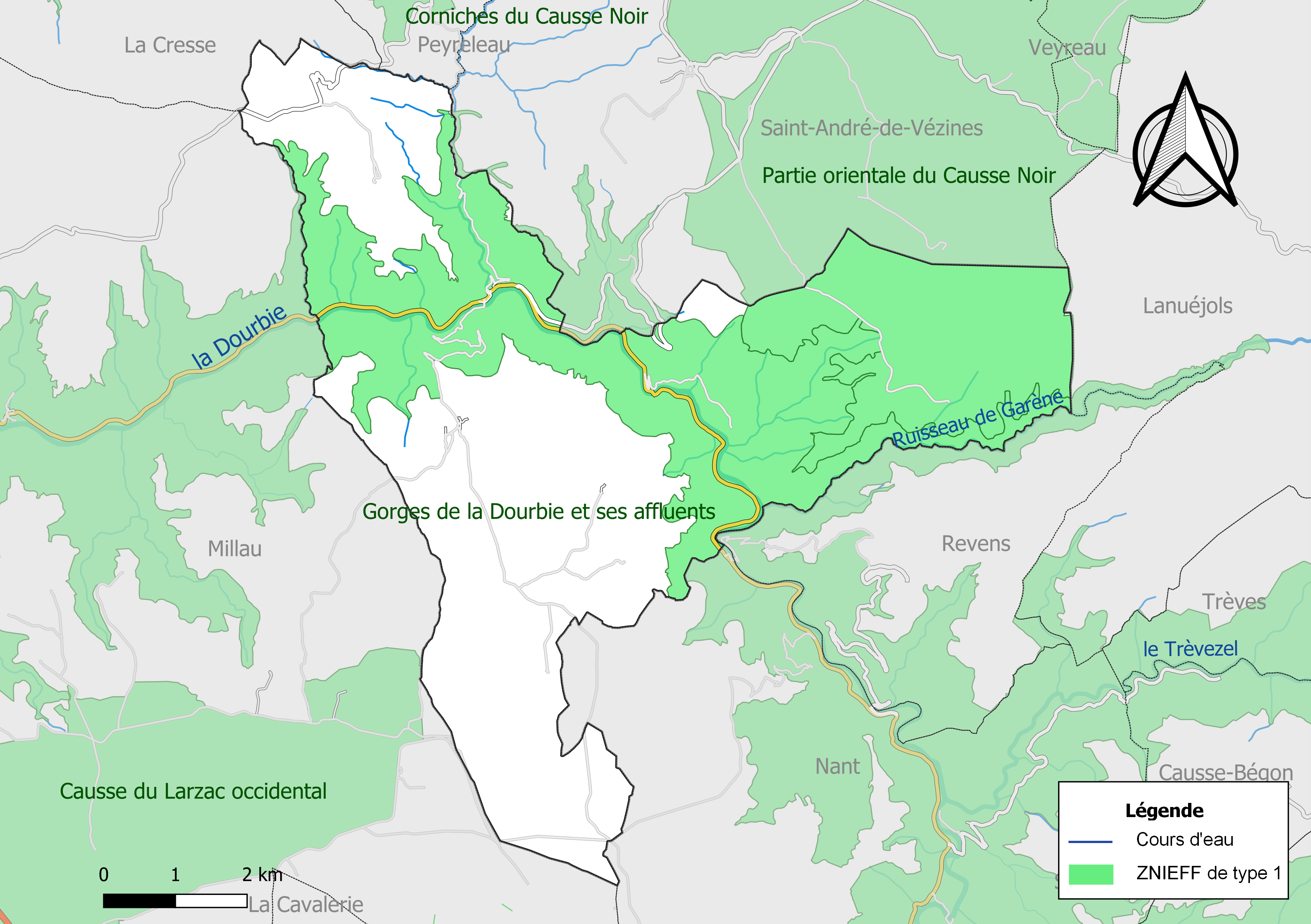
Carte des ZNIEFF de type 1 de la commune.
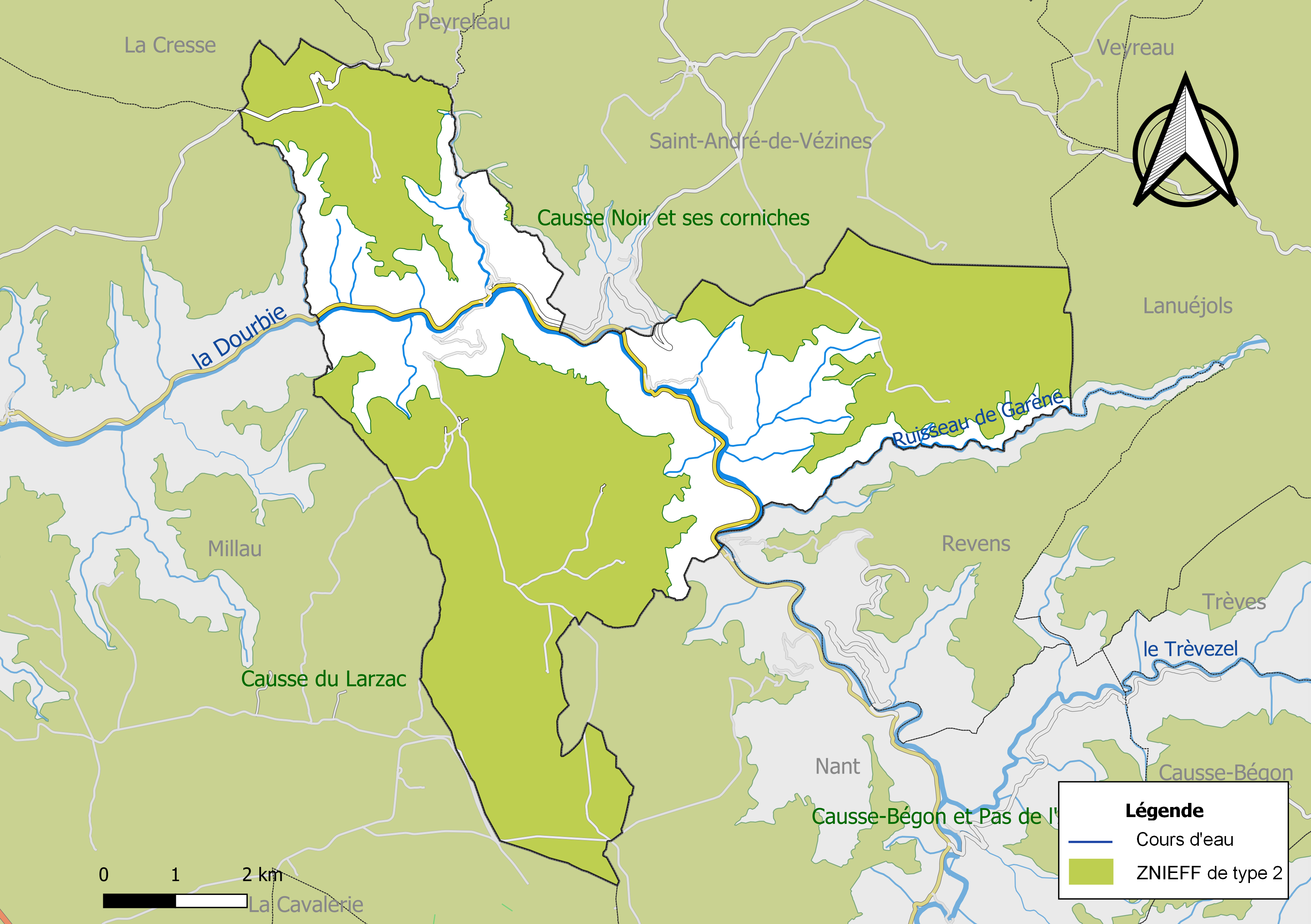
Carte des ZNIEFF de type 2 de la commune.

## Urbanisme

### Typologie
Au 1er janvier 2024, La Roque-Sainte-Marguerite est catégorisée commune rurale à habitat très dispersé, selon la nouvelle grille communale de densité à sept niveaux définie par l'Insee en 2022.
Elle est située hors unité urbaine. Par ailleurs la commune fait partie de l'aire d'attraction de Millau, dont elle est une commune de la couronne,. Cette aire, qui regroupe 23 communes, est catégorisée dans les aires de moins de 50 000 habitants,.

### Occupation des sols

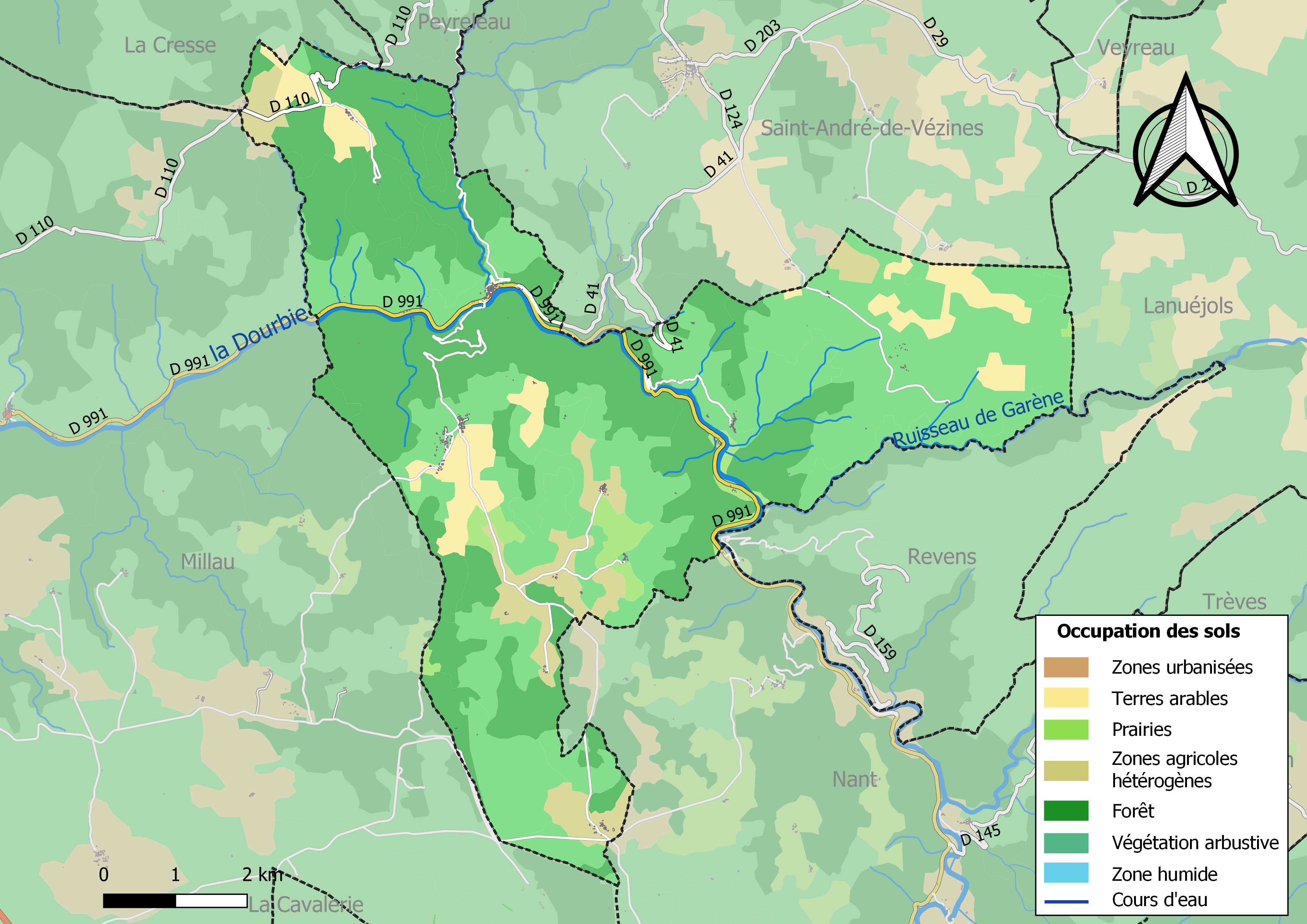
Infrastructures et occupation des sols de la commune de La Roque-Sainte-Marguerite.

L'occupation des sols de la commune, telle qu'elle ressort de la base de données européenne d’occupation biophysique des sols Corine Land Cover (CLC), est marquée par l'importance des forêts et milieux semi-naturels (84,4 % en 2018), en diminution par rapport à 1990 (85,5 %). La répartition détaillée en 2018 est la suivante : 
forêts (46,9 %), milieux à végétation arbustive et/ou herbacée (37,5 %), terres arables (6,7 %), zones agricoles hétérogènes (6,2 %), prairies (2,6 %).

### Planification
La loi SRU du 13 décembre 2000 a incité fortement les communes à se regrouper au sein d’un établissement public, pour déterminer les partis d’aménagement de l’espace au sein d’un SCoT, un document essentiel d’orientation stratégique des politiques publiques à une grande échelle. La commune est dans le territoire du SCoT du Parc naturel régional des Grands Causses, approuvé le vendredi 7 juillet 2017 par le comité syndical et mis à l’enquête publique en décembre 2019. La structure porteuse est le Pôle d'équilibre territorial et rural du PNR des Grands Causses, qui associe huit communautés de communes, notamment la communauté de communes de Millau Grands Causses, dont la commune est membre.
La commune disposait en 2017 d'une carte communale approuvée et un plan local d'urbanisme était en élaboration.

### Villages, hameaux et lieux-dits
Outre le bourg de La Roque-Sainte-Marguerite proprement dit, le territoire se compose d'autres villages ou hameaux, ainsi que de lieux-dits :
- Altayrac
- les Anouts
- Aven Conque Redonde
- Aven de l'Habit
- le Bac
- la Borie
- la Borie[Note 5]
- la Bouteille
- la Bouteille[Note 6]
- la Bouissière
- les Boulets
- les Boulières
- la Bresse
- le Calcadis
- Calvaire de la Plaine
- Camp Redon
- les Campasses
- les Campets
- Camplat
- le Causse
- Cavaliés
- les Cazalèdes
- les Cazelles
- Chaos de Montpellier-le-Vieux
- le Claux
- Combe Gach
- Corniche du Rajol
- Costeplane
- le Cros
- les Crouzets
- le Devez
- le Douminal
- la Farelle
- Font Couverte
- Fontaine des Gours
- la Forêt
- Forêt domaniale des Grands Causses
- les Fourques
- les Gardes
- les Graniés
- les Grizats
- Jouque Merles
- Ladrech
- la Lavagne Blanche
- Lavagne Rouge
- Lesperelle
- Lissartas
- la Luminarie
- la Malarède
- Mare du Fanguas
- Mare de Fonsèque
- les Mares
- le Maubert
- Miolle
- Montredon
- le Moulin de la Caze
- Paleyrou
- Pierrefiche du Larzac
- Pont des Fournets
- Porte de Mycènes
- le Poujol
- les Privats
- Puech Forez
- Puech Grézal
- Puech de la Resse
- Puits de la Bresse
- Puits des Fangettes
- les Rancarèdes
- Ravin des Bouxès
- Ravin de Canazels
- Ravin des Chenevières
- Ravin de la Combe
- Ravin de la Millière du Doul
- Ravin del Pal
- Ravin du Riou
- Ravin de Saint-Véran
- Ravin du Valat Nègre
- la Resse
- les Rivals
- le Roc
- le Roc Rouge
- Rocs du Bartas
- le Roube
- le Roube[Note 7]
- le Roudié
- les Roussettes
- le Ruassou
- les Sabels
- Saint-Véran
- le Ségala
- Serre del Berc
- Serre de Cabriole
- Serre de Galy
- Serre de Ricard
- le Sot
- Sotch des Ronces
- les Sourzials
- les Treilles
- l'Ubac
- la Vayssière.

### Risques majeurs
Le territoire de la commune de La Roque-Sainte-Marguerite est vulnérable à différents aléas naturels : inondations, climatiques (hiver exceptionnel ou canicule), feux de forêts et séisme (sismicité faible).
Il est également exposé à un risque particulier, le risque radon,.

#### Risques naturels

Zones inondables de la commune de La Roque-Sainte-Marguerite.

Certaines parties du territoire communal sont susceptibles d’être affectées par le risque d’inondation par débordement de la Dourbie. Les dernières grandes crues historiques, ayant touché plusieurs parties du département, remontent aux 3 et 4 décembre 2003 (dans les bassins du Lot, de l'Aveyron, du Viaur et du Tarn) et au 28 novembre 2014 (bassins de la Sorgues et du Dourdou). Ce risque est pris en compte dans l'aménagement du territoire de la commune par le biais du Plan de prévention du risque inondation (PPRI) du bassin de « La Dourbie », approuvé le 15 mars 2010.
Le Plan départemental de protection des forêts contre les incendies découpe le département de l’Aveyron en sept « bassins de risque » et définit une sensibilité des communes à l’aléa feux de forêt (de faible à très forte). La commune est classée en sensibilité très forte.
Les mouvements de terrains susceptibles de se produire sur la commune sont liés à la présence de cavités souterraines localisées sur la commune,.

#### Risque particulier
Dans plusieurs parties du territoire national, le radon, accumulé dans certains logements ou autres locaux, peut constituer une source significative d’exposition de la population aux rayonnements ionisants. Toutes les communes du département sont concernées par le risque radon à un niveau plus ou moins élevé. Selon le dossier départemental des risques majeurs du département établi en 2013, la commune de La Roque-Sainte-Marguerite est classée à risque faible. Un décret du 4 juin 2018 a modifié la terminologie du zonage définie dans le code de la santé publique et a été complété par un arrêté du 27 juin 2018 portant délimitation des zones à potentiel radon du territoire français. La commune est désormais en zone 1, à savoir zone à potentiel radon faible.

## Histoire
Sous l'Ancien Régime, La Roque-Sainte-Marguerite faisait partie de l'ancienne province du Rouergue. Aux débuts de la Révolution française, elle devient une commune. En 1834, la commune de Saint-Véran fusionne avec La Roque-Sainte-Marguerite.

## Politique et administration

### Découpage territorial
La commune de La Roque-Sainte-Marguerite est membre de la communauté de communes de Millau Grands Causses, un établissement public de coopération intercommunale (EPCI) à fiscalité propre créé le 27 décembre 1999 dont le siège est à Millau. Ce dernier est par ailleurs membre d'autres groupements intercommunaux.
Sur le plan administratif, elle est rattachée à l'arrondissement de Millau, au département de l'Aveyron et à la région Occitanie. Sur le plan électoral, elle dépend du  canton de Tarn et Causses pour l'élection des conseillers départementaux, depuis le redécoupage cantonal de 2014 entré en vigueur en 2015, et de la troisième circonscription de l'Aveyron  pour les élections législatives, depuis le dernier découpage électoral de 2010.

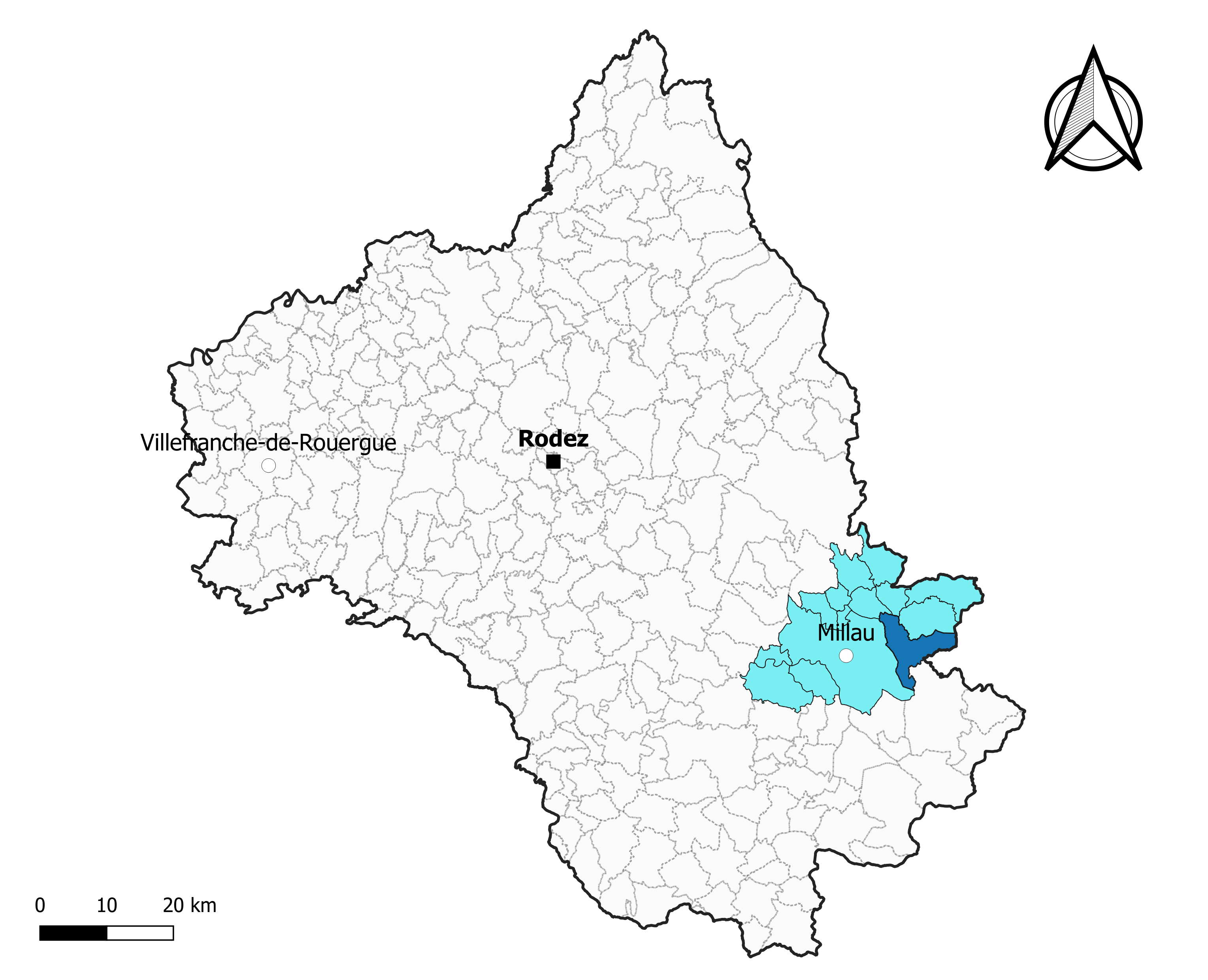
La Roque-Sainte-Marguerite dans l'intercommunalité en 2020.
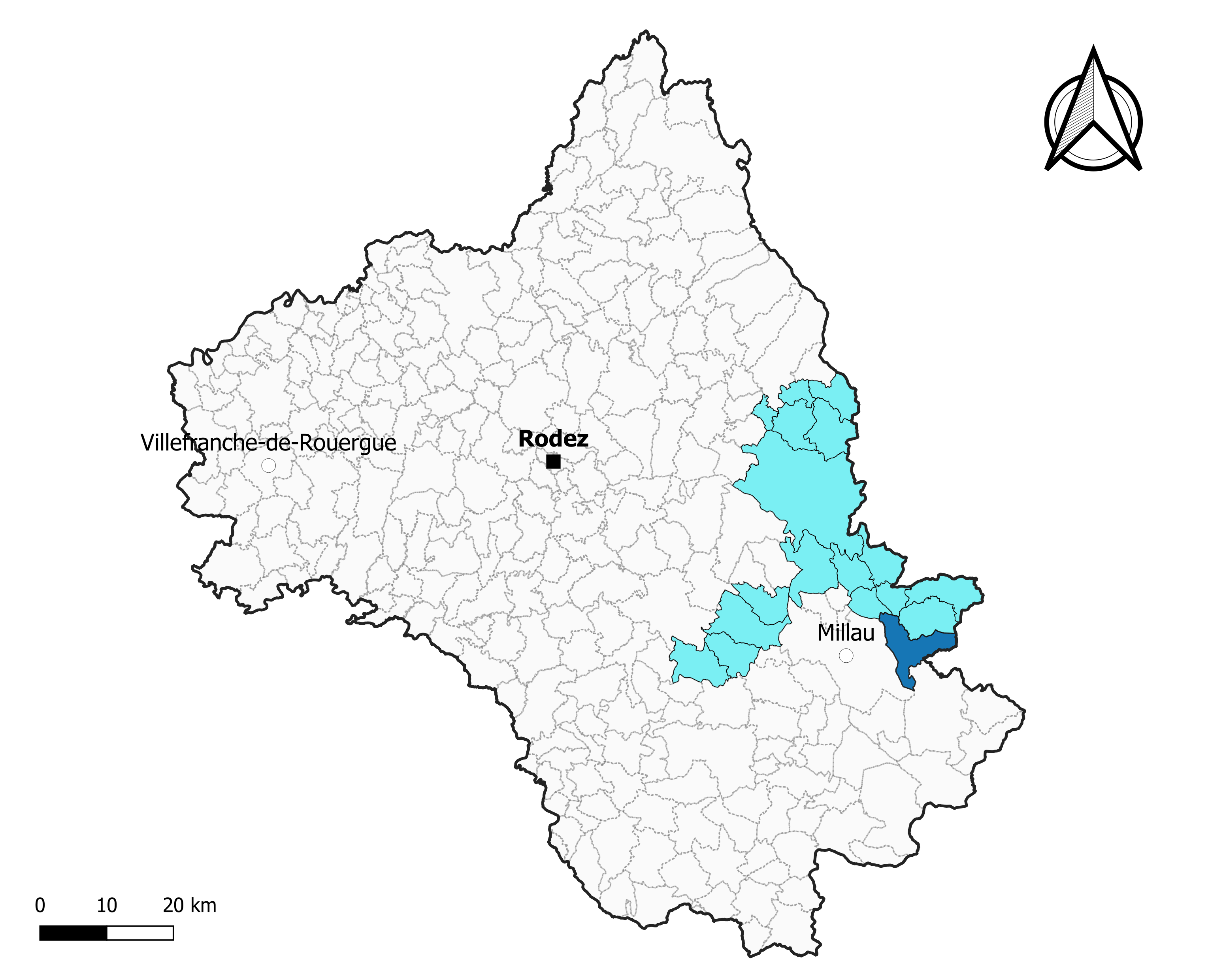
La Roque-Sainte-Marguerite dans le canton de Tarn et Causses en 2020.
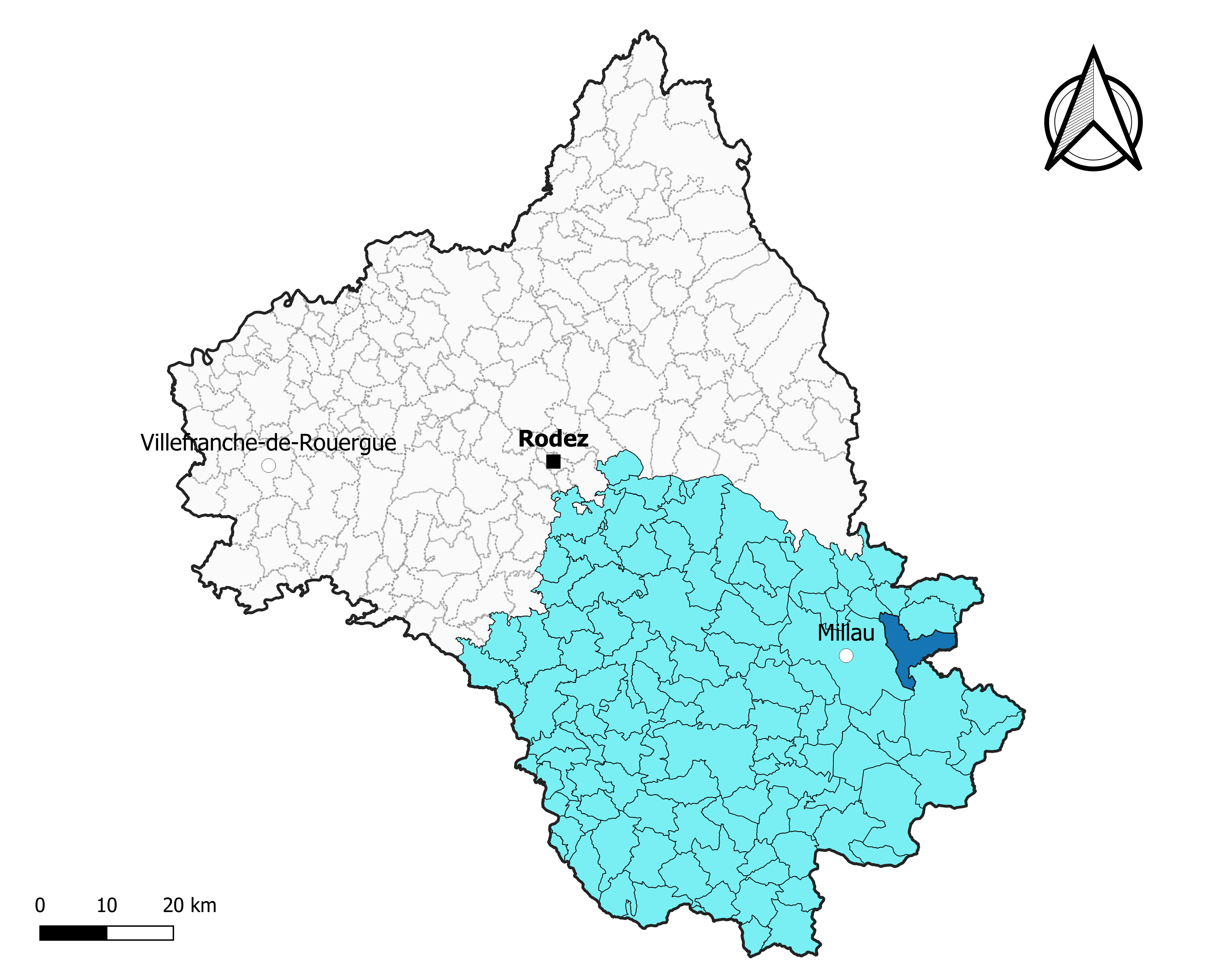
La Roque-Sainte-Marguerite dans l'arrondissement de Millau en 2020.

### Élections municipales et communautaires

#### Élections de 2020
Le conseil municipal de Roque-Sainte-Marguerite, commune de moins de 1 000 habitants, est élu au scrutin majoritaire plurinominal à deux tours avec candidatures isolées ou groupées et possibilité de panachage. Compte tenu de la population communale, le nombre de sièges à pourvoir lors des élections municipales de 2020 est de 11. Sur les vingt-deux candidats en lice, sept  sont élus dès le premier tour, le 15 mars 2020, avec un taux de participation de 87,65 %. Les quatre conseillers restant à élire sont élus au second tour, qui se tient le 28 juin 2020 du fait de la pandémie de Covid-19, avec un taux de participation de 88,3 %.
Annie Polycarpe est élue nouvelle maire de la commune le 4 juillet 2020.
Dans les communes de moins de 1 000 habitants, les conseillers communautaires sont désignés parmi les conseillers municipaux élus en suivant l’ordre du tableau (maire, adjoints puis conseillers municipaux) et dans la limite du nombre de sièges attribués à la commune au sein du conseil communautaire. Un siège est attribué à la commune au sein de la communauté de communes de Millau Grands Causses.

#### Liste des maires
| Période                                  | Période      | Identité        | Étiquette | Qualité  |
| ---------------------------------------- | ------------ | --------------- | --------- | -------- |
| Les données manquantes sont à compléter. |              |                 |           |          |
|                                          |              |                 |           |          |
| 1971                                     | 2001         | Jean Rabier     |           |          |
| 2001                                     | juillet 2020 | Paul Dumousseau | DVG       | Retraité |
| juillet 2020                             | En cours     | Annie Polycarpe |           |          |

## Démographie
L'évolution du nombre d'habitants est connue à travers les recensements de la population effectués dans la commune depuis 1793. Pour les communes de moins de 10 000 habitants, une enquête de recensement portant sur toute la population est réalisée tous les cinq ans, les populations de référence des années intermédiaires étant quant à elles estimées par interpolation ou extrapolation. Pour la commune, le premier recensement exhaustif entrant dans le cadre du nouveau dispositif a été réalisé en 2004.

En 2022, la commune comptait 178 habitants, en évolution de −3,78 % par rapport à 2016 (Aveyron : +0,37 %, France hors Mayotte : +2,11 %).
| 1793 | 1800 | 1836 | 1841 | 1846  | 1851  | 1856 | 1861 | 1866 |
| ---- | ---- | ---- | ---- | ----- | ----- | ---- | ---- | ---- |
| 523  | 388  | 977  | 855  | 1 006 | 1 005 | 945  | 902  | 875  |

| 1872 | 1876 | 1881 | 1886 | 1891 | 1896 | 1901 | 1906 | 1911 |
| ---- | ---- | ---- | ---- | ---- | ---- | ---- | ---- | ---- |
| 861  | 837  | 843  | 837  | 736  | 683  | 623  | 591  | 533  |

| 1921 | 1926 | 1931 | 1936 | 1946 | 1954 | 1962 | 1968 | 1975 |
| ---- | ---- | ---- | ---- | ---- | ---- | ---- | ---- | ---- |
| 401  | 405  | 323  | 340  | 308  | 257  | 211  | 142  | 158  |

| 1982 | 1990 | 1999 | 2004 | 2006 | 2009 | 2014 | 2019 | 2022 |
| ---- | ---- | ---- | ---- | ---- | ---- | ---- | ---- | ---- |
| 145  | 144  | 172  | 193  | 195  | 199  | 185  | 178  | 178  |

| selon la population municipale des années : | 1968 | 1975 | 1982 | 1990 | 1999 | 2006 | 2009 | 2013 |
| Rang de la commune dans le département      | 299  | 274  | 285  | 276  | 265  | 256  | 251  | 254  |
| Nombre de communes du département           | 306  | 303  | 304  | 304  | 304  | 304  | 304  | 304  |

La population a atteint un maximum en 1846 avec 1 006 habitants, puis a baissé périodiquement pour atteindre 142 habitants en 1968. Elle a ensuite connu une hausse jusqu'en 2022  avec 185 habitants.

## Économie

### Revenus
En 2018  (données Insee publiées en septembre 2021), la commune compte 91 ménages fiscaux, regroupant 186 personnes. La médiane du revenu disponible par unité de consommation est de 19 610 € (20 640 € dans le département).

### Emploi
| Division       | 2008  | 2013  | 2018  |
| -------------- | ----- | ----- | ----- |
| Commune        | 8,2 % | 6,8 % | 10 %  |
| Département    | 5,4 % | 7,1 % | 7,1 % |
| France entière | 8,3 % | 10 %  | 10 %  |

En 2018, la population âgée de 15 à 64 ans s'élève à 101 personnes, parmi lesquelles on compte 68 % d'actifs (58 % ayant un emploi et 10 % de chômeurs) et 32 % d'inactifs,. En  2018, le taux de chômage communal (au sens du recensement) des 15-64 ans est supérieur à celui de la France et du département, alors qu'il était inférieur à celui de la France en 2008.
La commune fait partie de la couronne de l'aire d'attraction de Millau, du fait qu'au moins 15 % des actifs travaillent dans le pôle,. Elle compte 32 emplois en 2018, contre 41 en 2013 et 29 en 2008. Le nombre d'actifs ayant un emploi résidant dans la commune est de 62, soit un indicateur de concentration d'emploi de 52,6 % et un taux d'activité parmi les 15 ans ou plus de 44,7 %.
Sur ces 62 actifs de 15 ans ou plus ayant un emploi, 25 travaillent dans la commune, soit 41 % des habitants. Pour se rendre au travail, 75,4 % des habitants utilisent un véhicule personnel ou de fonction à quatre roues, 11,4 % s'y rendent en deux-roues, à vélo ou à pied et 13,1 % n'ont pas besoin de transport (travail au domicile).

### Activités hors agriculture

#### Secteurs d'activités
15 établissements sont implantés  à la Roque-Sainte-Marguerite au 31 décembre 2019.
Le secteur de l'industrie manufacturière, des industries extractives et autres est prépondérant sur la commune puisqu'il représente 33,3 % du nombre total d'établissements de la commune (5 sur les 15 entreprises implantées  à la La Roque-Sainte-Marguerite), contre 17,7 % au niveau départemental.

#### Entreprises

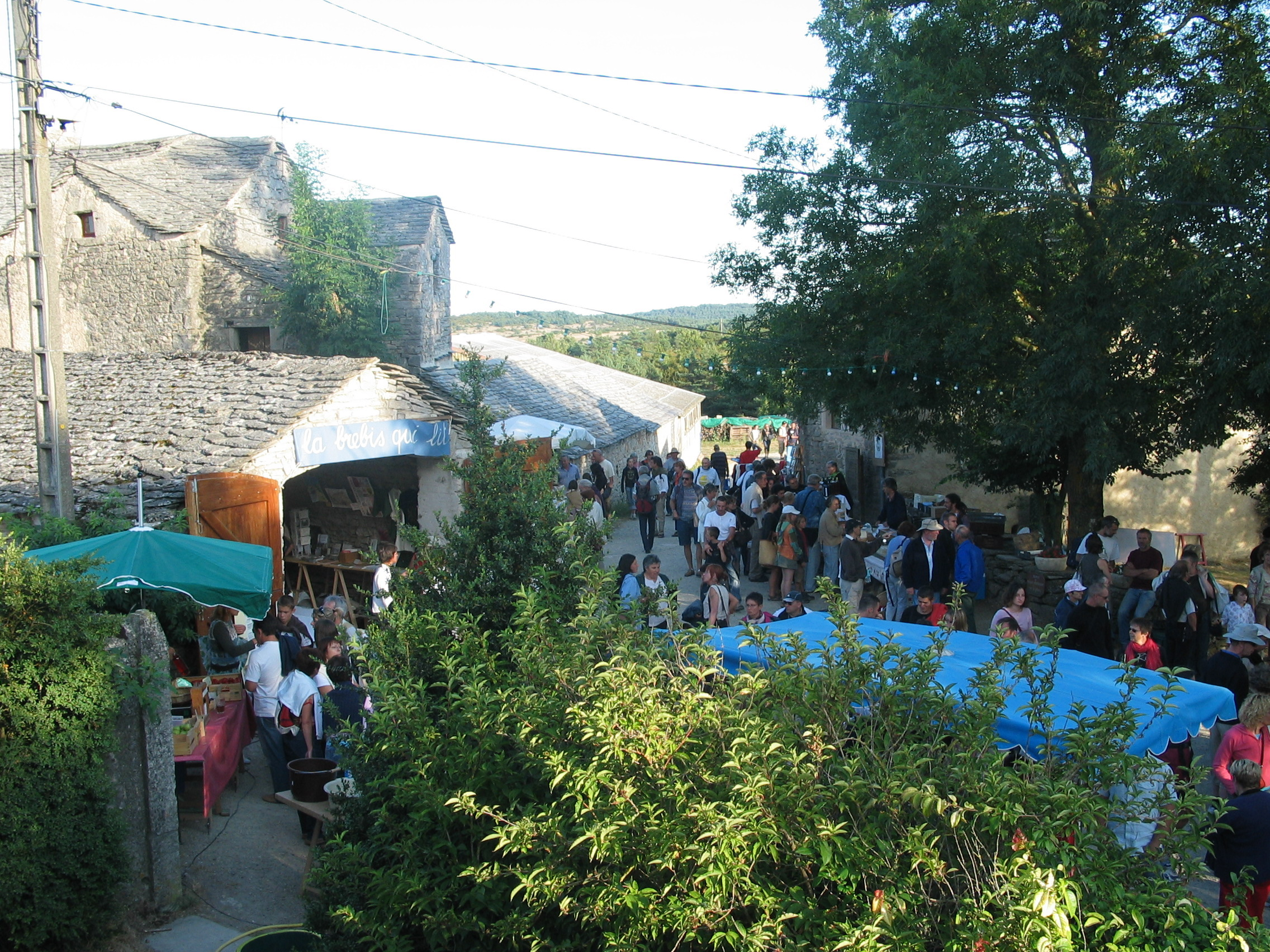
Marché vivrier estival du mercredi soir au hameau de Montredon.

L'économie de la commune est caractérisée par une agriculture traditionnelle extensive basée sur l'élevage pour la production laitière de brebis destinée à l'élaboration des fromages de roquefort, pérail, tome et pour la production de veaux et agneaux destinés à l'engraissement.
Une diversification existe, tournée vers le maraîchage, l'apiculture, la production de bois de chauffe, le tourisme rural.
Des agriculteurs de la commune et des communes voisines vendent leurs productions, transformées ou pas, au marché du hameau de Montredon, interdit aux revendeurs.

### Agriculture
|               | 1988  | 2000  | 2010  | 2020  |
| ------------- | ----- | ----- | ----- | ----- |
| Exploitations | 15    | 9     | 12    | 9     |
| SAU (ha)      | 2 289 | 1 848 | 1 871 | 1 505 |

La commune est dans les Grands Causses, une petite région agricole occupant le sud-est du département de l'Aveyron. En 2020, l'orientation technico-économique de l'agriculture  sur la commune est l'élevage d'ovins ou de caprins. Neuf exploitations agricoles ayant leur siège dans la commune sont dénombrées lors du recensement agricole de 2020 (15 en 1988). La superficie agricole utilisée est de 1 505 ha,,.

## Culture locale et patrimoine

### Bourg de La Roque-Sainte-Marguerite
Le bourg se niche en rive gauche de la Dourbie, au creux de ses gorges, surplombé par le chaos de Montpellier-le-Vieux au nord-ouest et la corniche du Rajol au nord-est.
- Château datant du XVIIe siècle, construit sur les ruines de celui du XIIIe siècle, dont il reste la tour.
- L'église Sainte-Marguerite-d'Antobe située à côté du château.
- Montée à l'église par une calade.
- Four banal datant de 1492.
- Pigeonnier en surplomb du bourg.

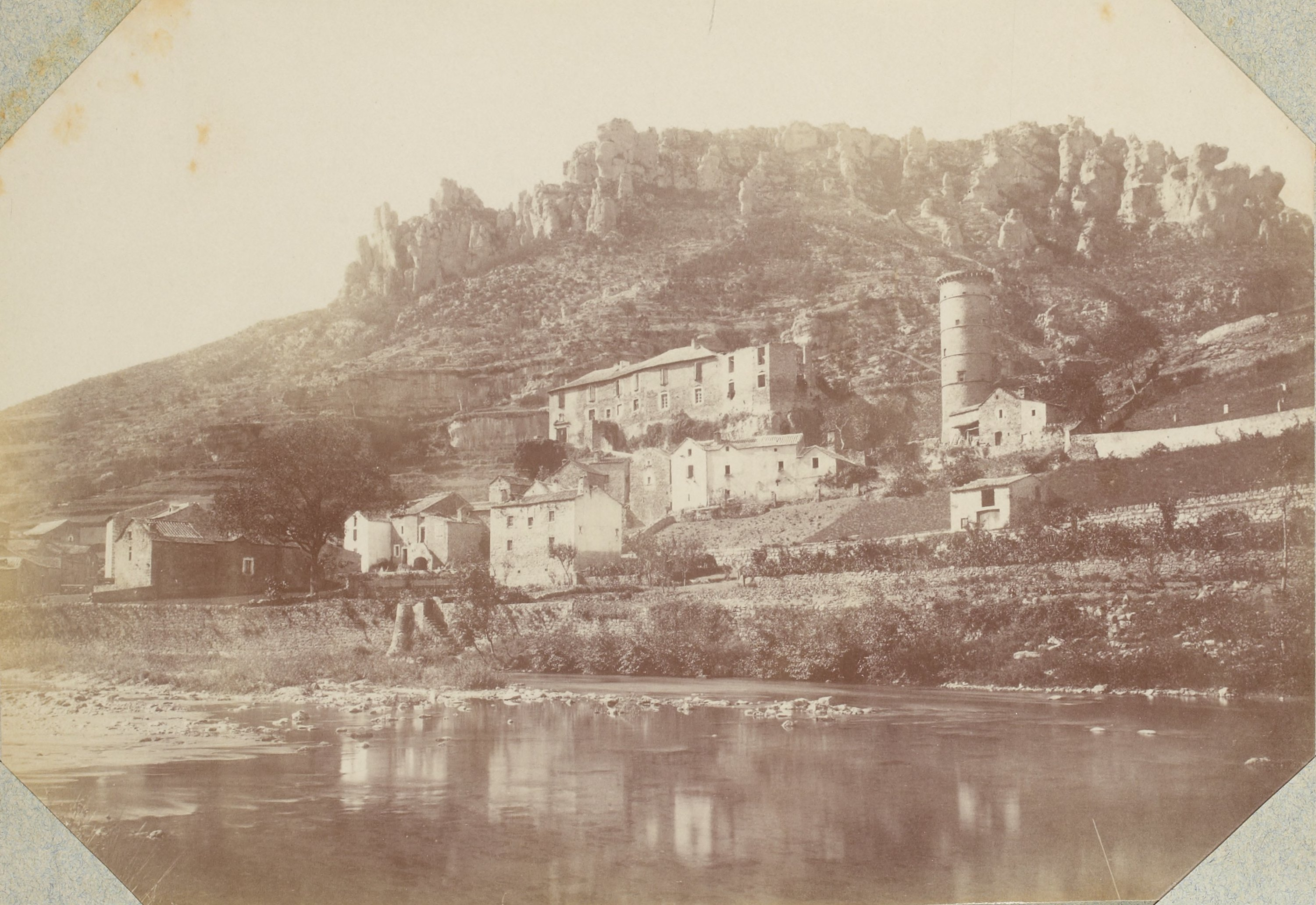
Le bourg de La Roque-Saint-Marguerite en 1892, en contrebas du chaos de Montpellier-le-Vieux.
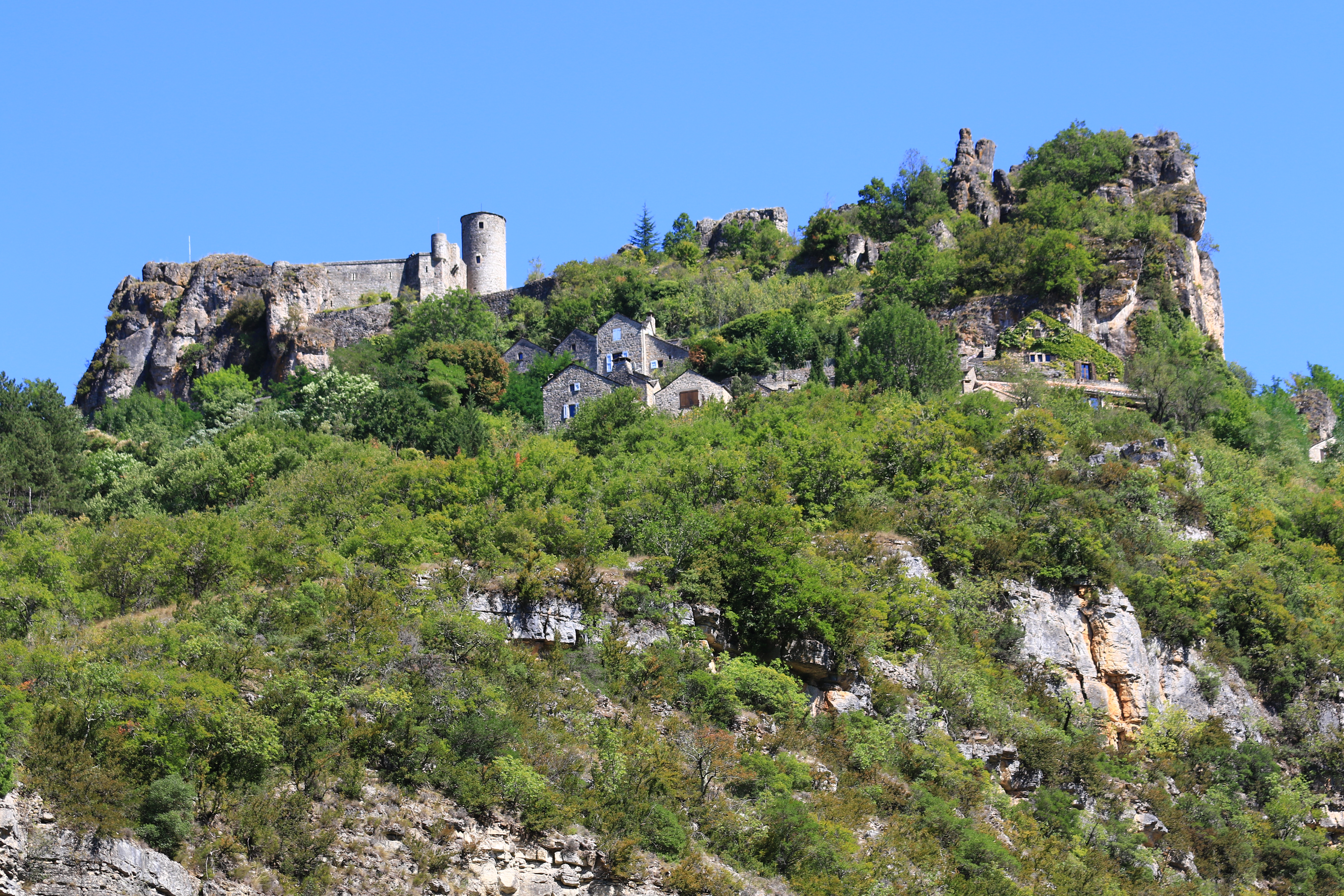
Le village vu de la Dourbie - 2021.
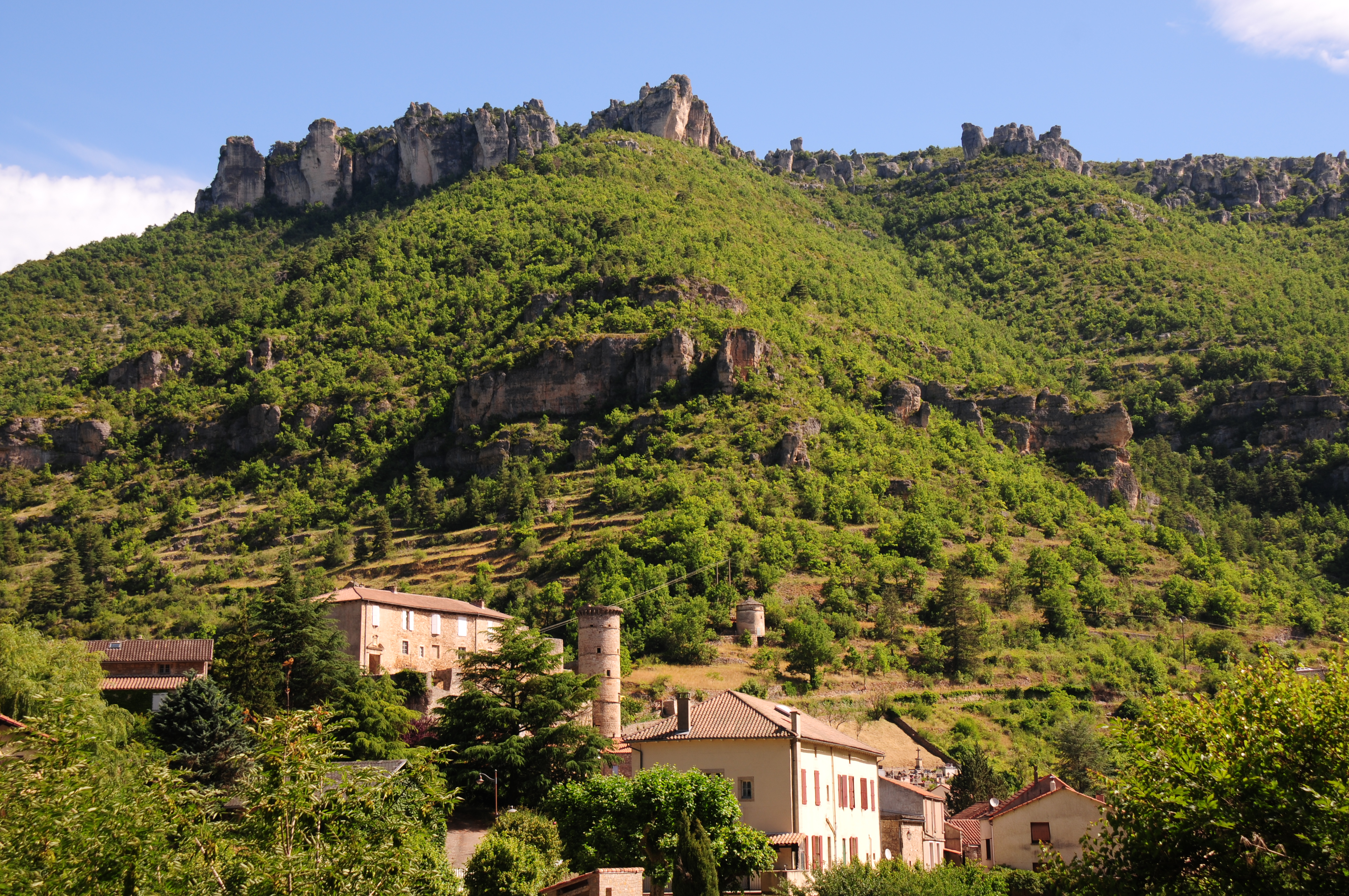
Le bourg de La Roque-Saint-Marguerite sous la corniche du Rajol.
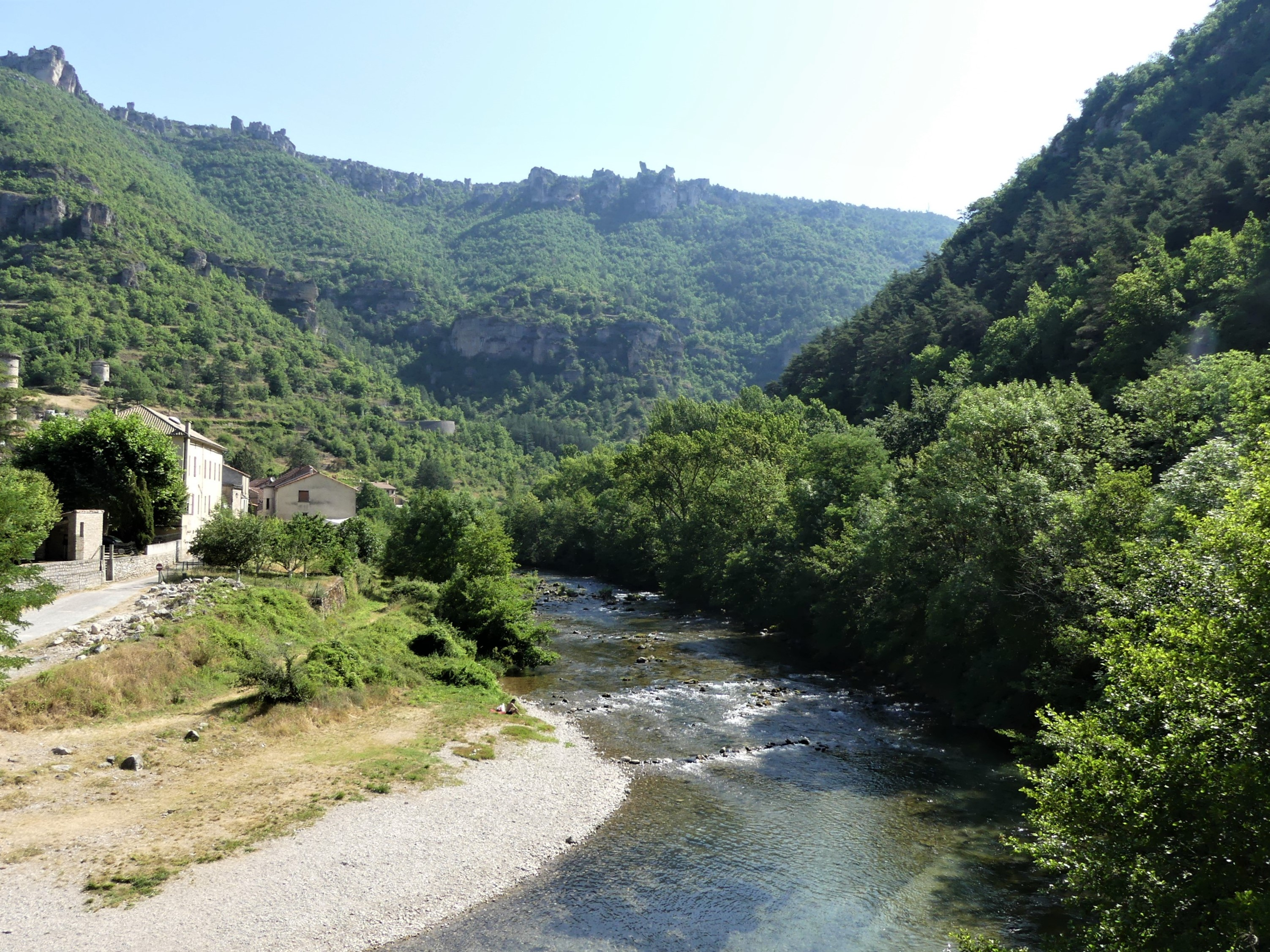
Les gorges de la Dourbie au bourg de La Roque-Saint-Marguerite.
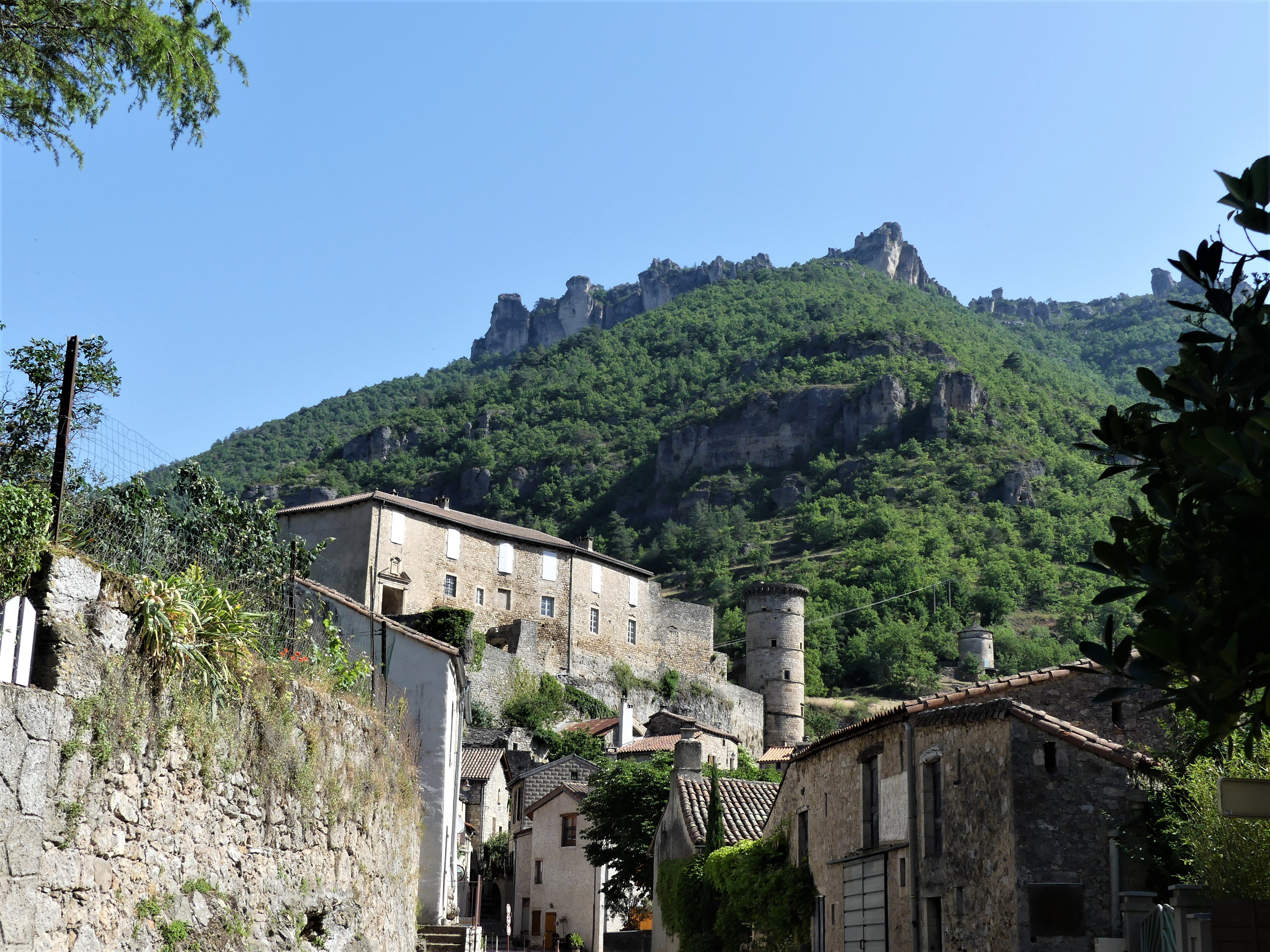
Le château.
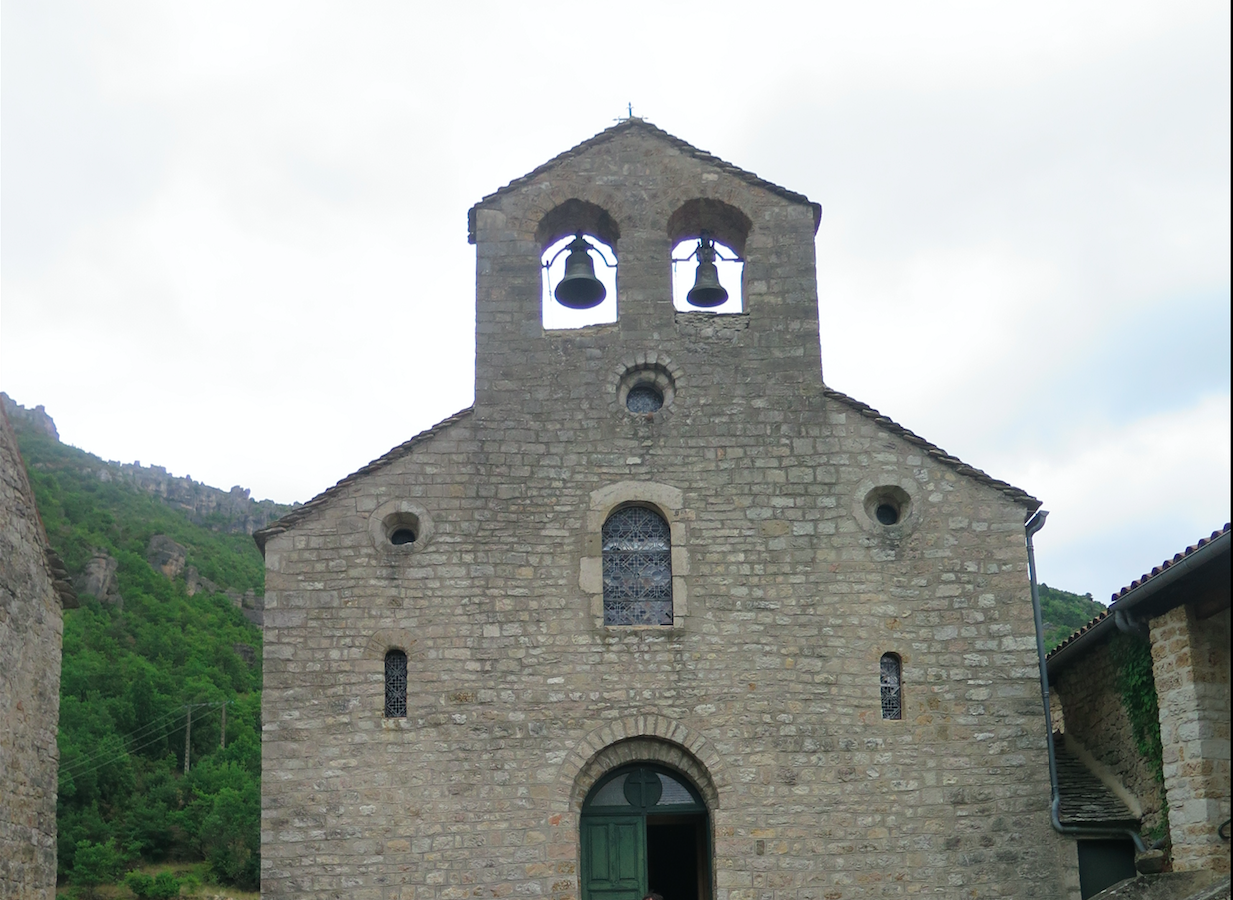
L'église Sainte-Marguerite-d'Antobe.
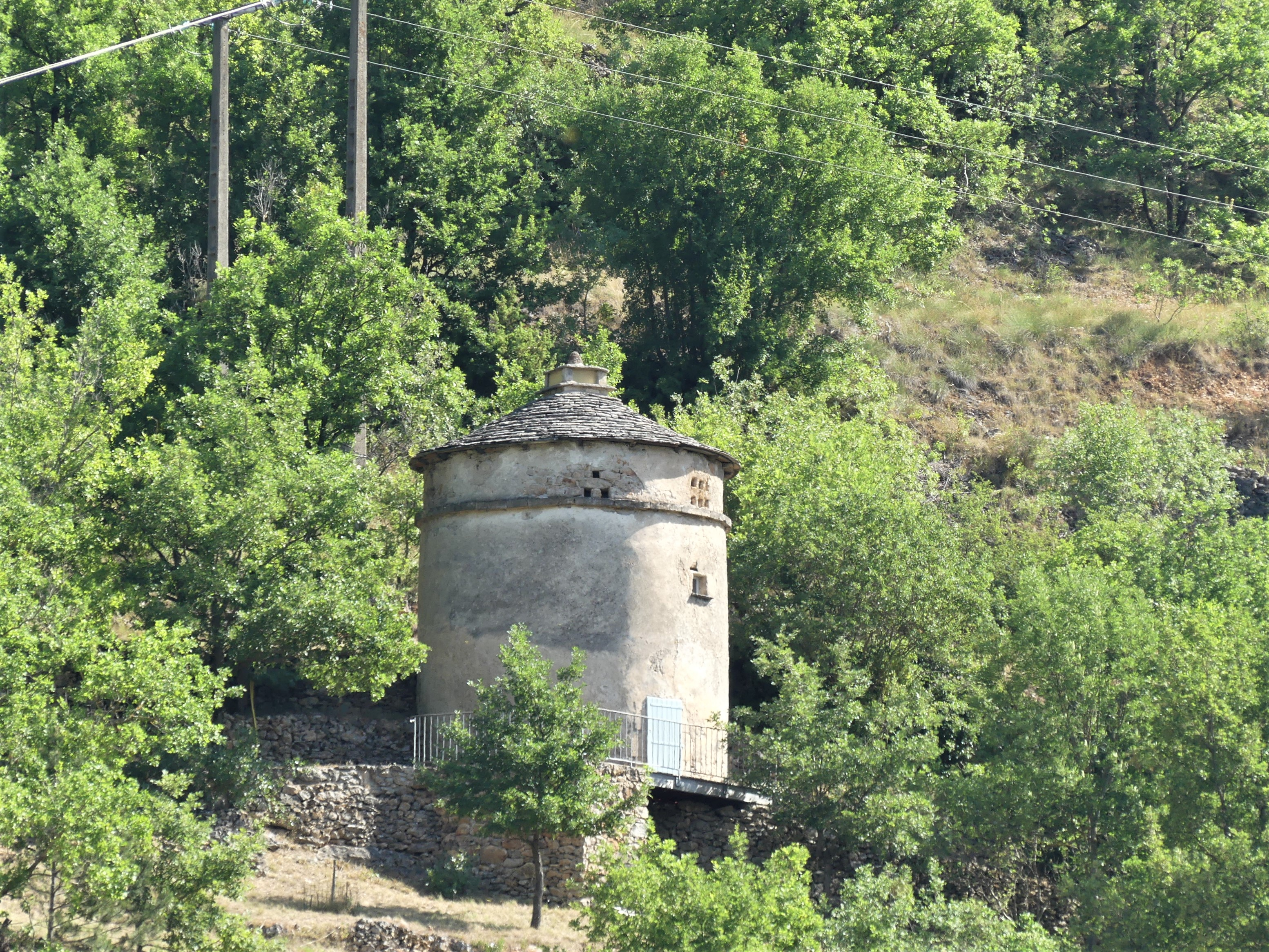
Le pigeonnier.
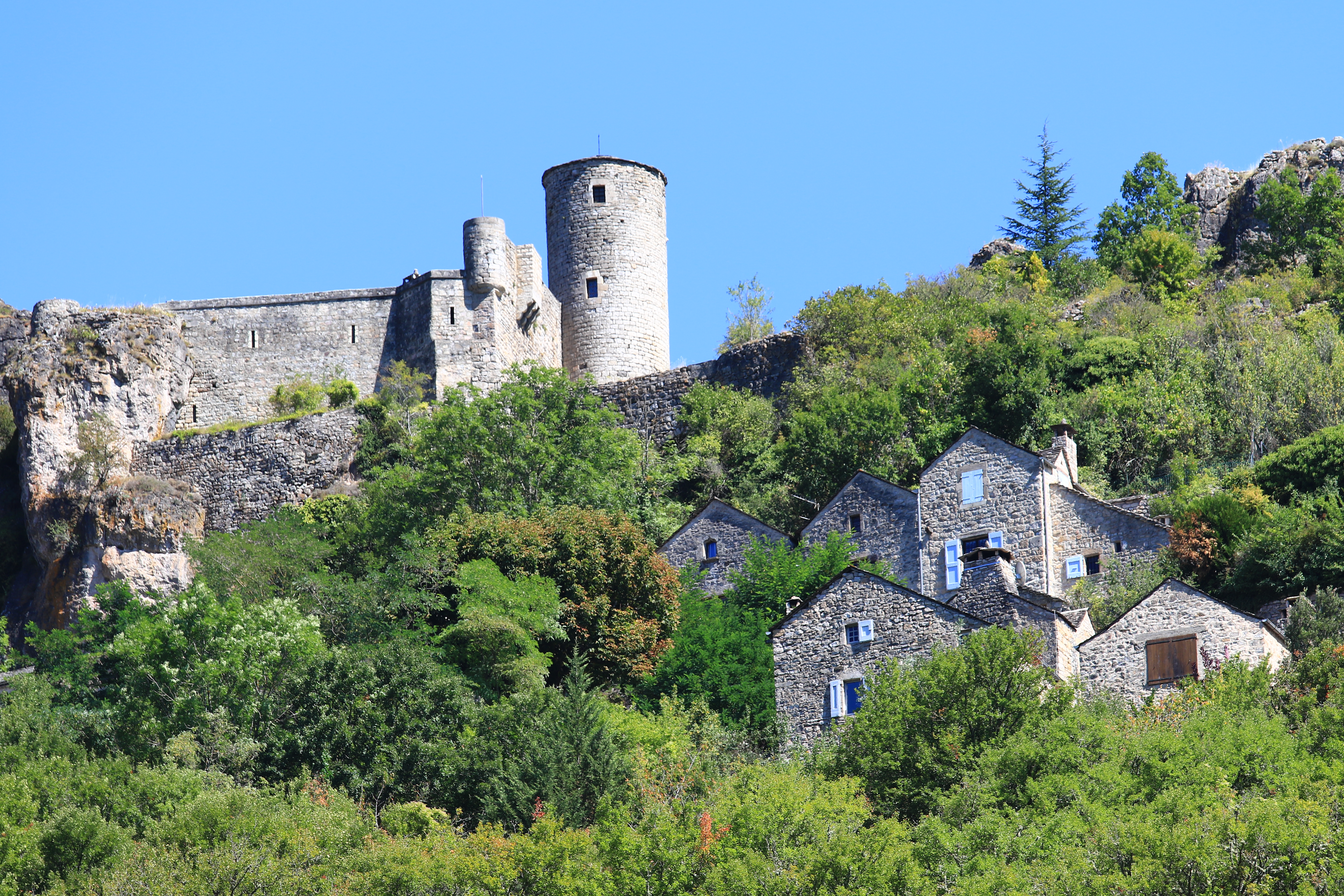
Village perché.

### Hameau de Saint-Véran
Le hameau de Saint-Véran, accroché aux rochers du causse Noir, est le berceau de la famille de Montcalm. En 1425, Raymond de Montcalm, ancien chirurgien-barbier du comte Jean IV d'Armagnac, lui rend hommage selon l'usage féodal pour la terre de Saint-Véran et la moitié indivise de son château.
Ce n'est qu'en 1661 que Louis III de Montcalm en rachetant l'autre moitié devient effectivement seigneur de Saint-Véran à part entière. La famille conserve alors ce fief jusqu'à la Révolution. Louis Joseph de Saint-Véran, marquis Montcalm, nommé par le roi Louis XV général en chef de ses troupes en Amérique septentrionale y fait un ultime séjour juste avant son départ pour le Canada en février 1756. Du château dont la construction remonte au tout début du XIe siècle ne subsiste aujourd'hui qu'une partie du logis seigneurial ainsi que son donjon cylindrique.
En 1470 alors que le château de Saint-Véran est sous séquestre royal, le comte Charles d'Armagnac le reprend par surprise et s'installe avec une petite troupe d'une trentaine d'hommes d'armes. Accusé de frapper de la fausse monnaie et d'y pratiquer l'alchimie il y est assiégé par le sénéchal de Rodez, Guillaume de Sully, en décembre 1470. Dans les premiers jours du mois de janvier suivant, il finit par se rendre en compagnie de son fils bâtard, petit Jean. Charles d'Armagnac est pour ces faits emprisonné à la Bastille d'où il n'est libéré seulement qu'en 1483, après la mort de Louis XI.
En contrebas du hameau, l'église église romane Notre-Dame-des-Treilles est inscrite au titre des monuments historiques depuis 1927.
Ce hameau a servi de cadre pour le tournage d'une scène du film d'André Hunebelle en 1961 : Le Miracle des loups.

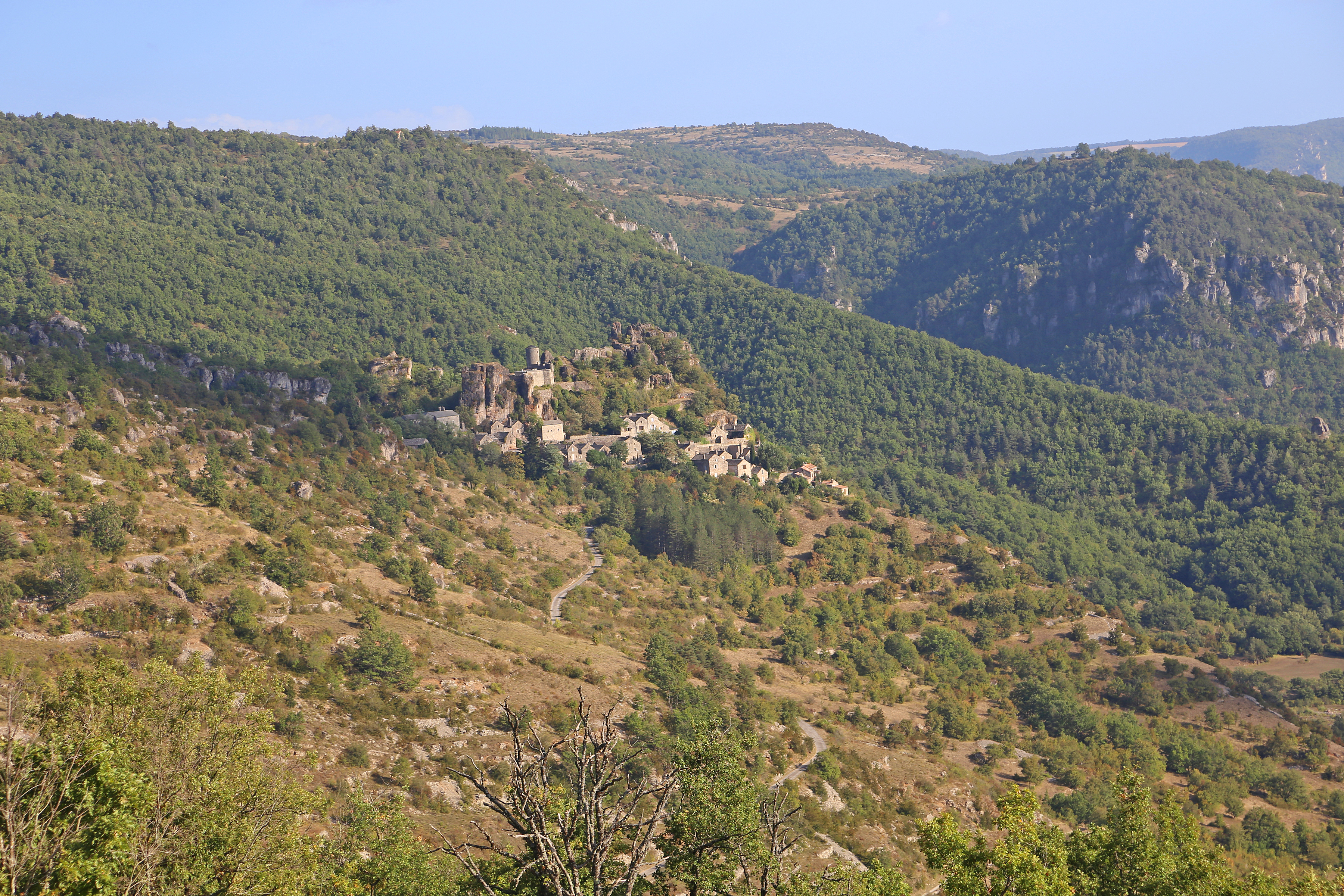
Le village de Saint-Véran sur le causse Noir.
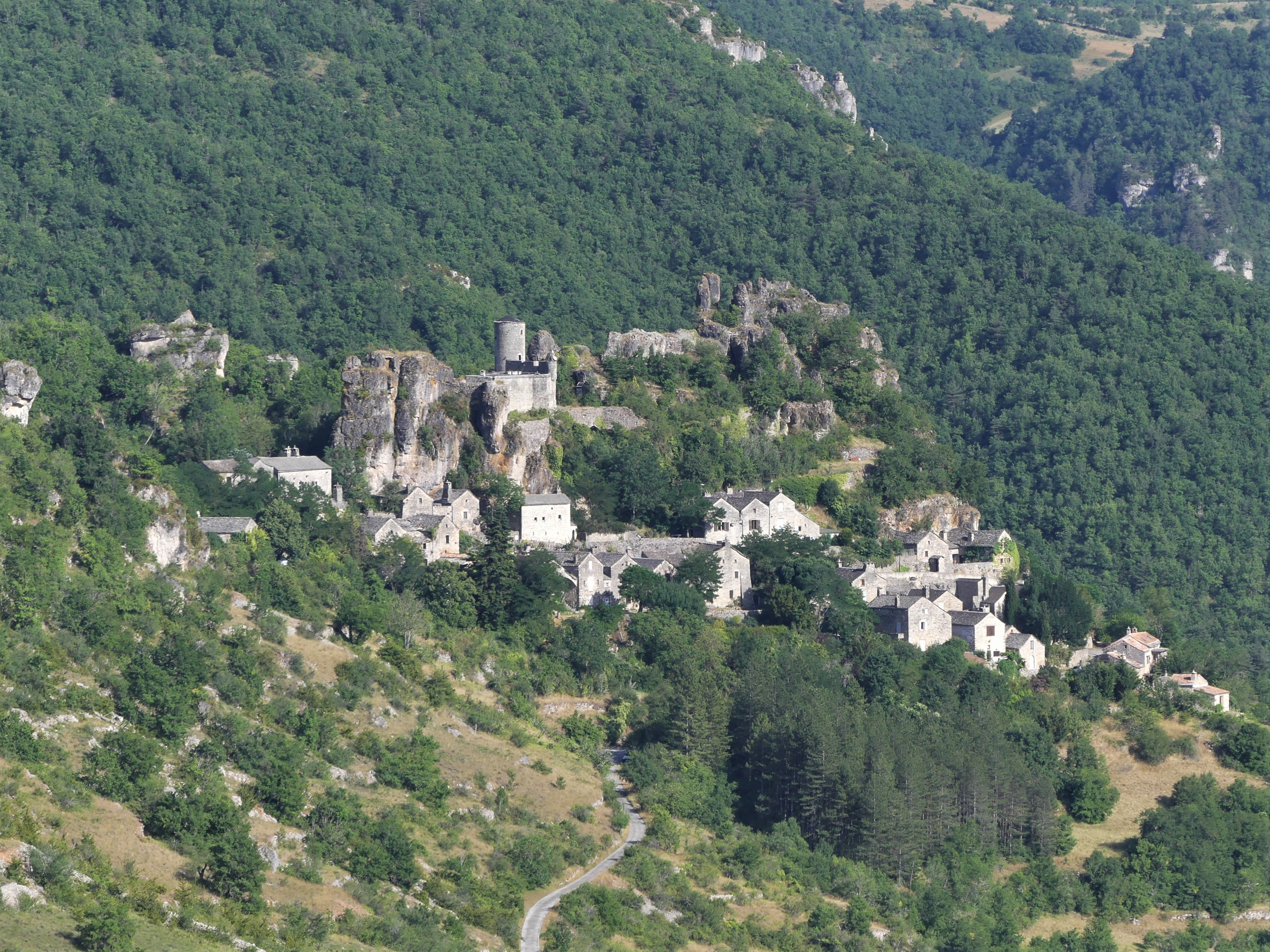
Le village de Saint-Véran.
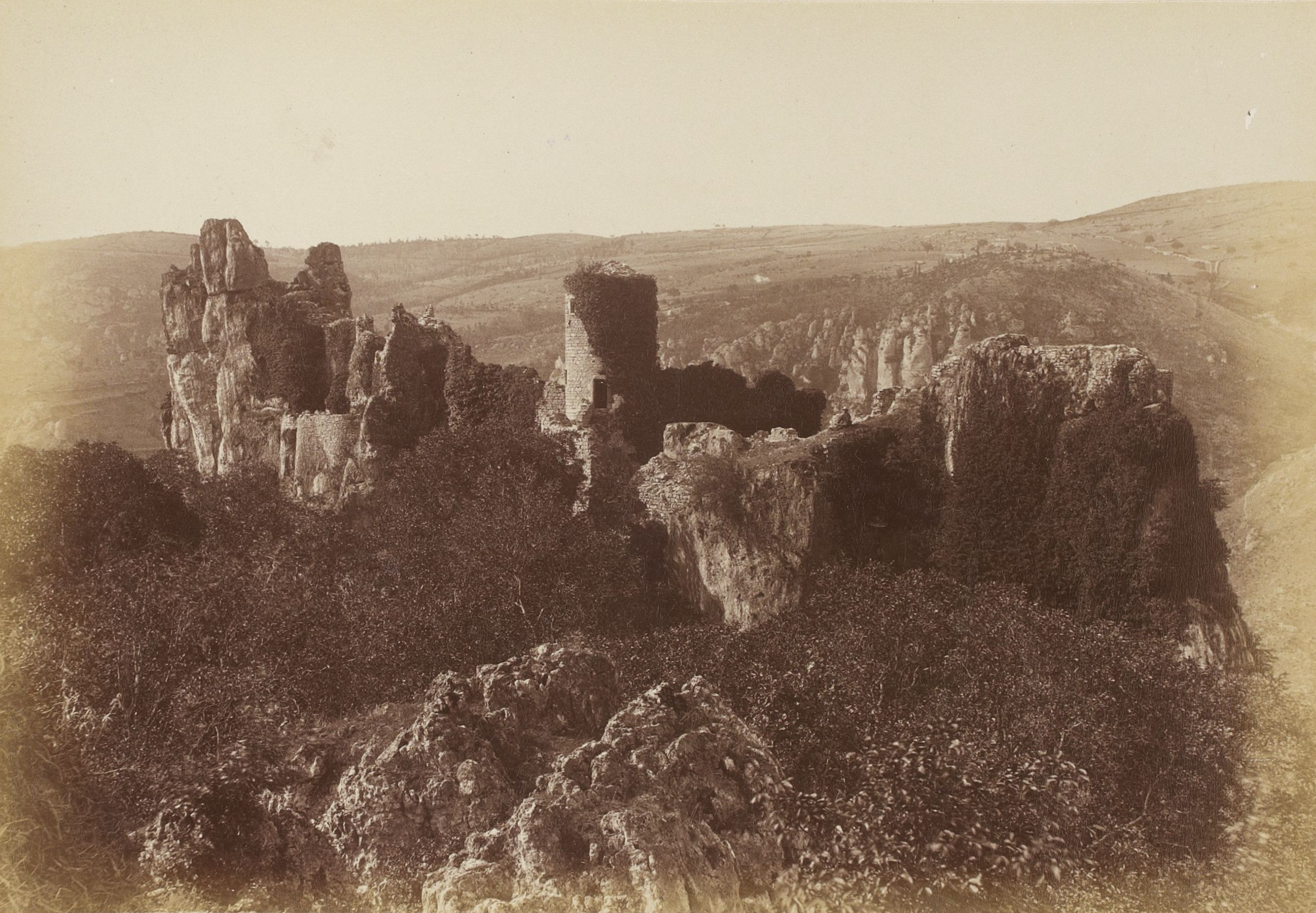
Le château de Montcalm à Saint-Véran en 1884.
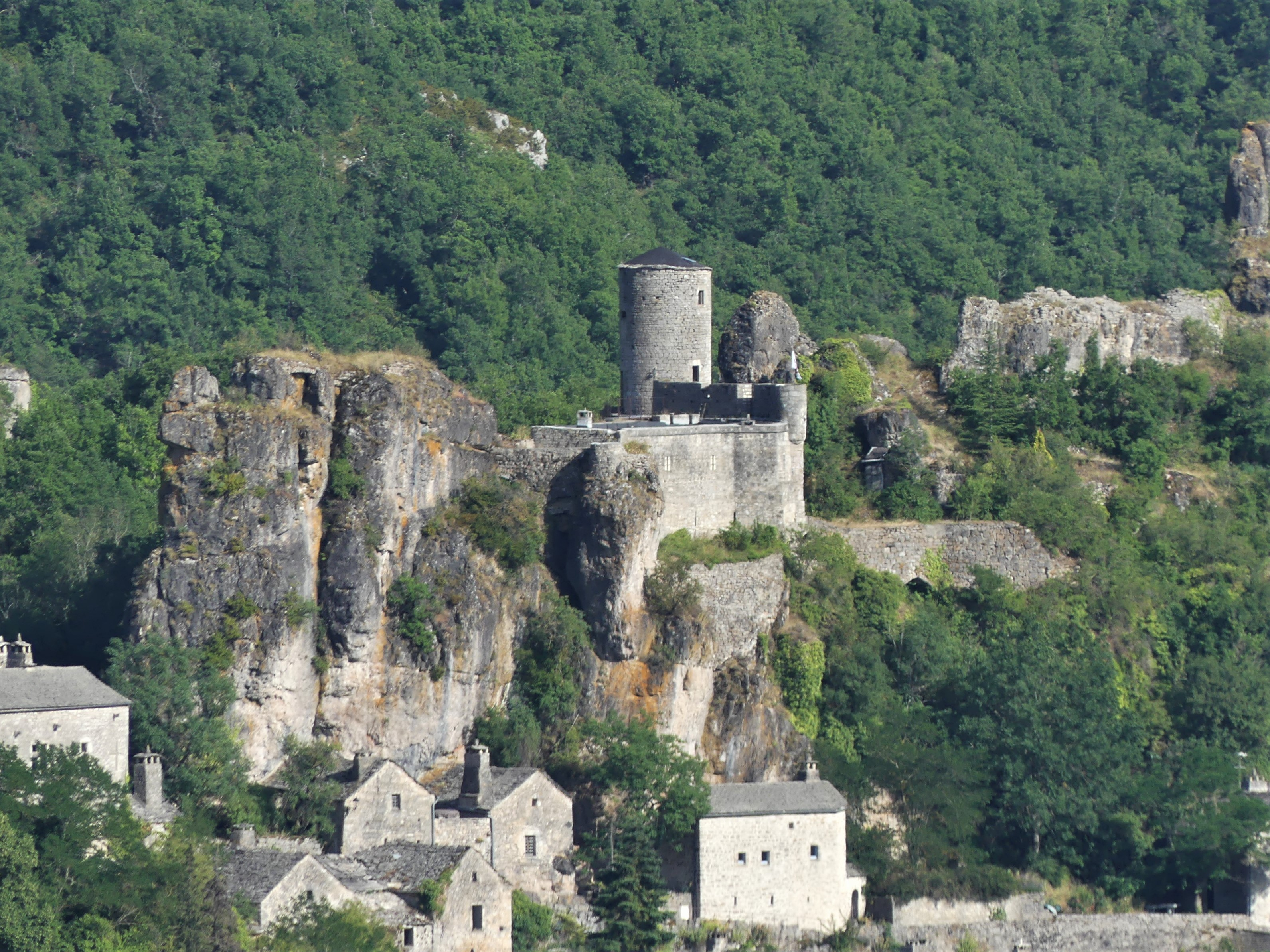
Les fortifications subsistantes de Saint-Véran.
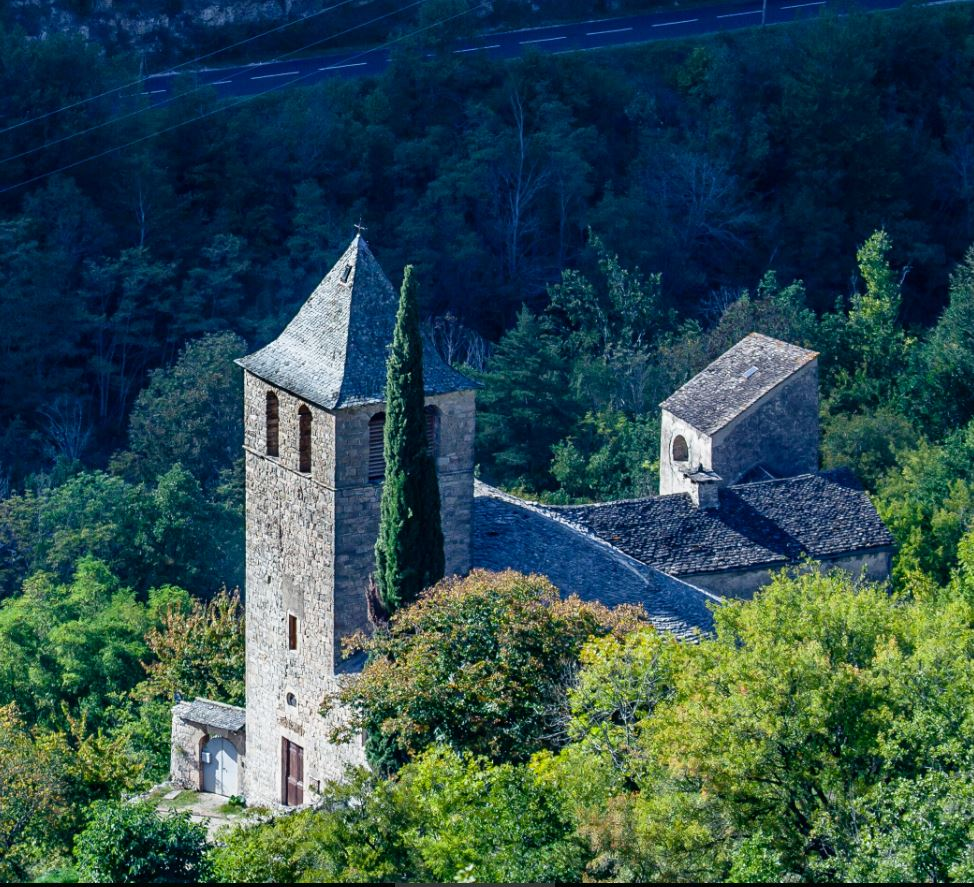
L'église Notre-Dame-des-Treilles.
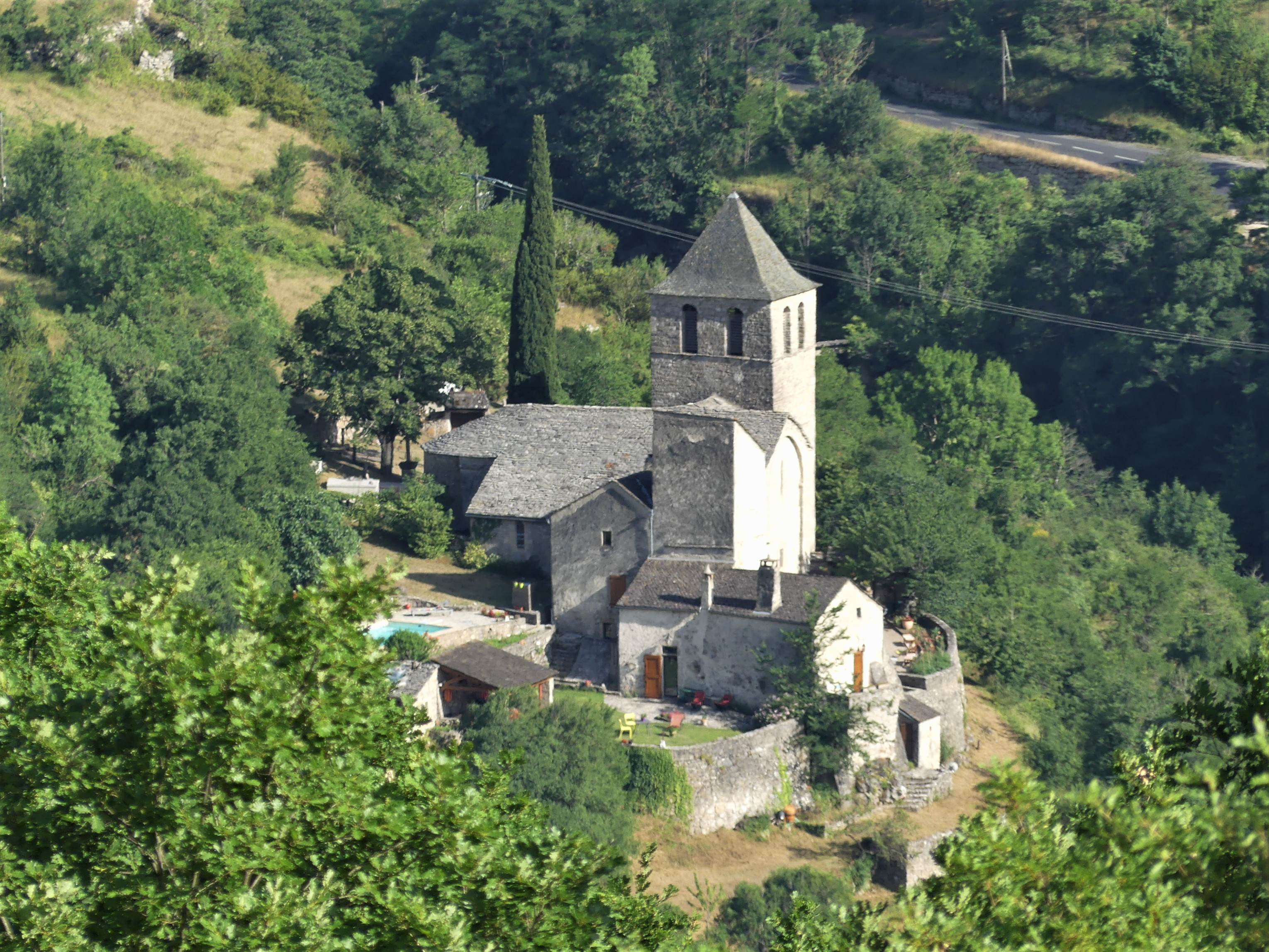
L'église Notre-Dame-des-Treilles.

### Chaos de Montpellier-le-Vieux
Le chaos de Montpellier-le-Vieux qui surplombe les gorges de la Dourbie et le bourg de La Roque-Sainte-Marguerite est un site naturel classé depuis 1993.

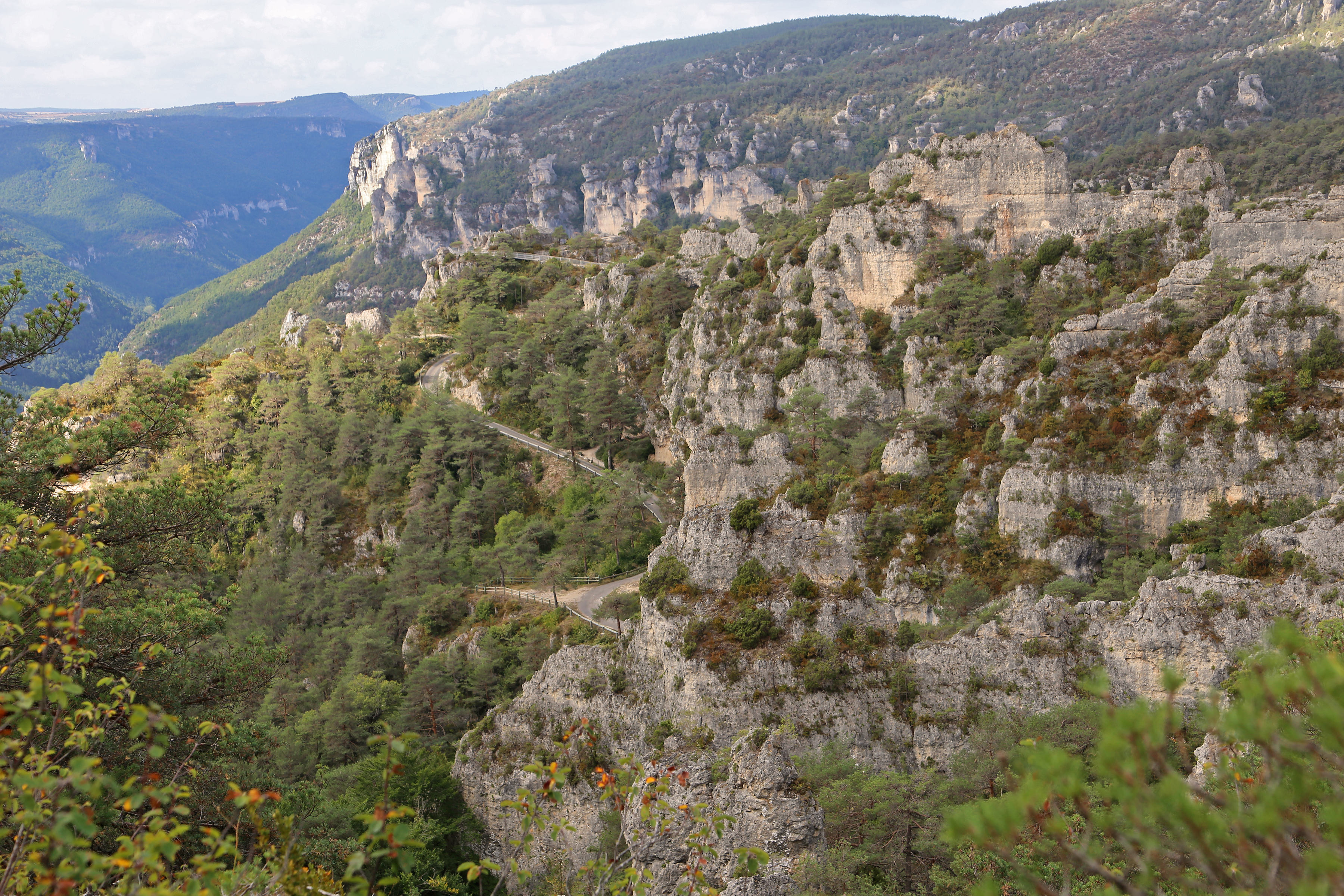
Le chaos et en contrebas les gorges de la Dourbie.
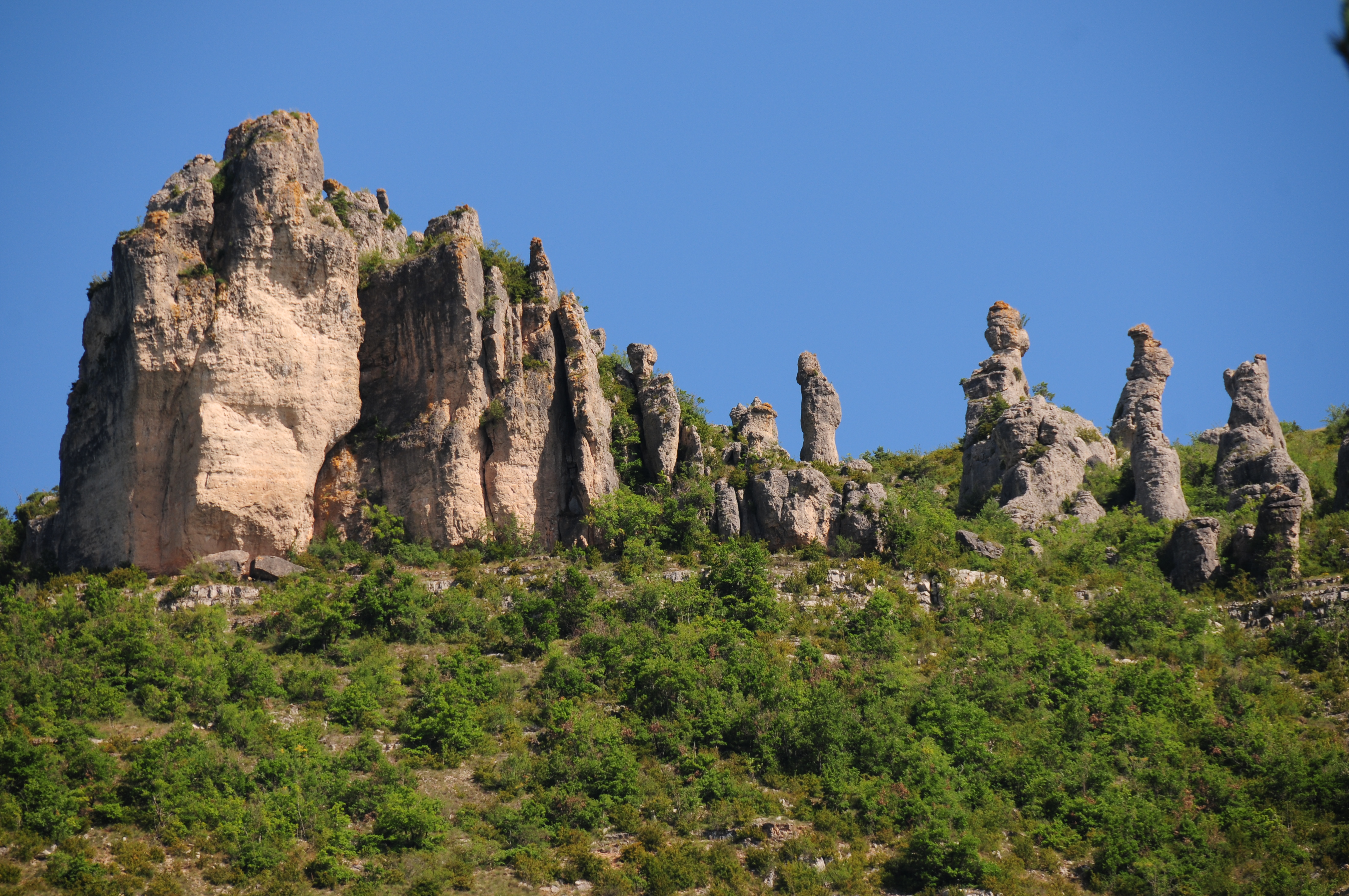
Le chaos vu depuis la Dourbie.
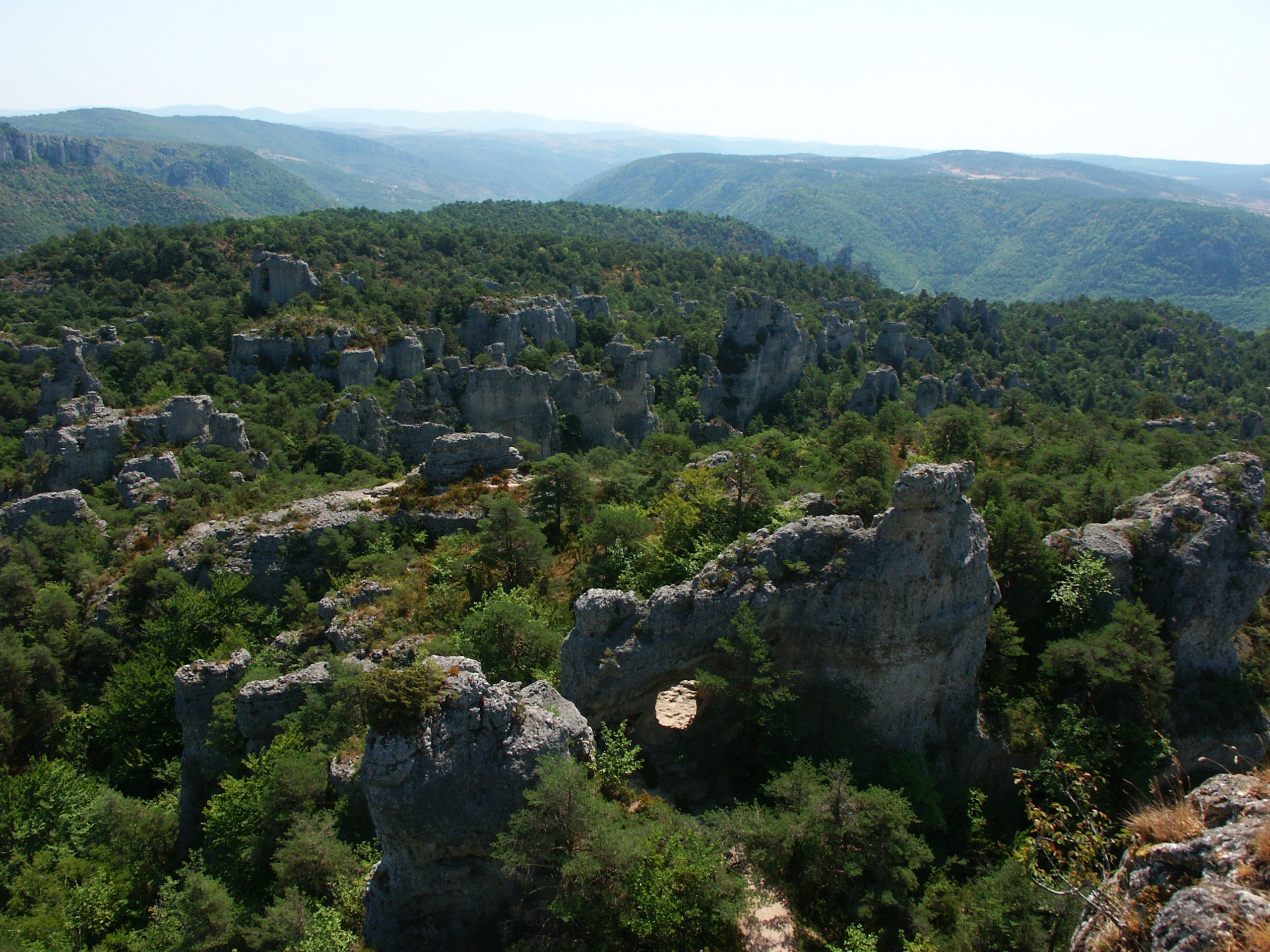
Vue depuis le Douminal.
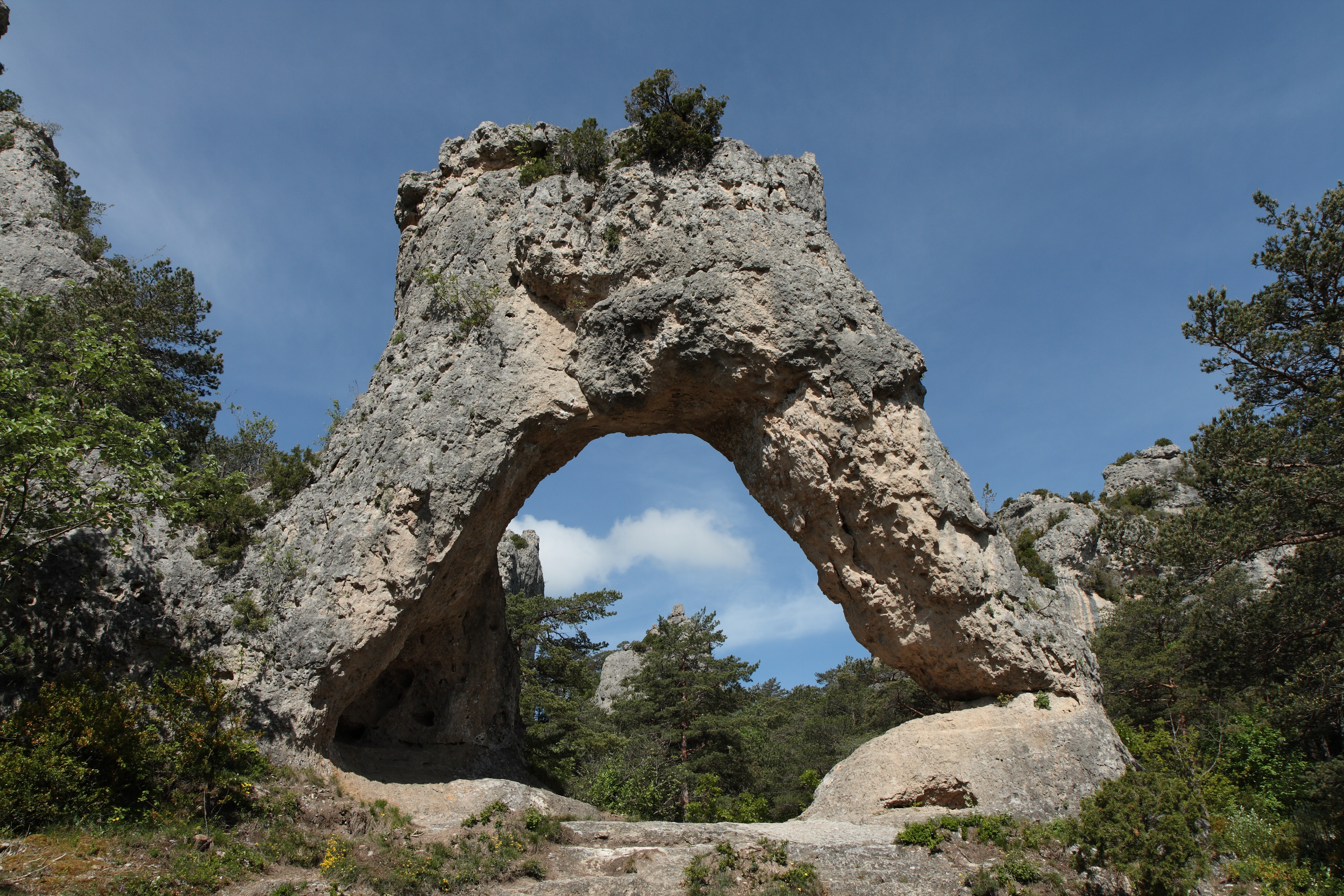
La Porte de Mycènes.
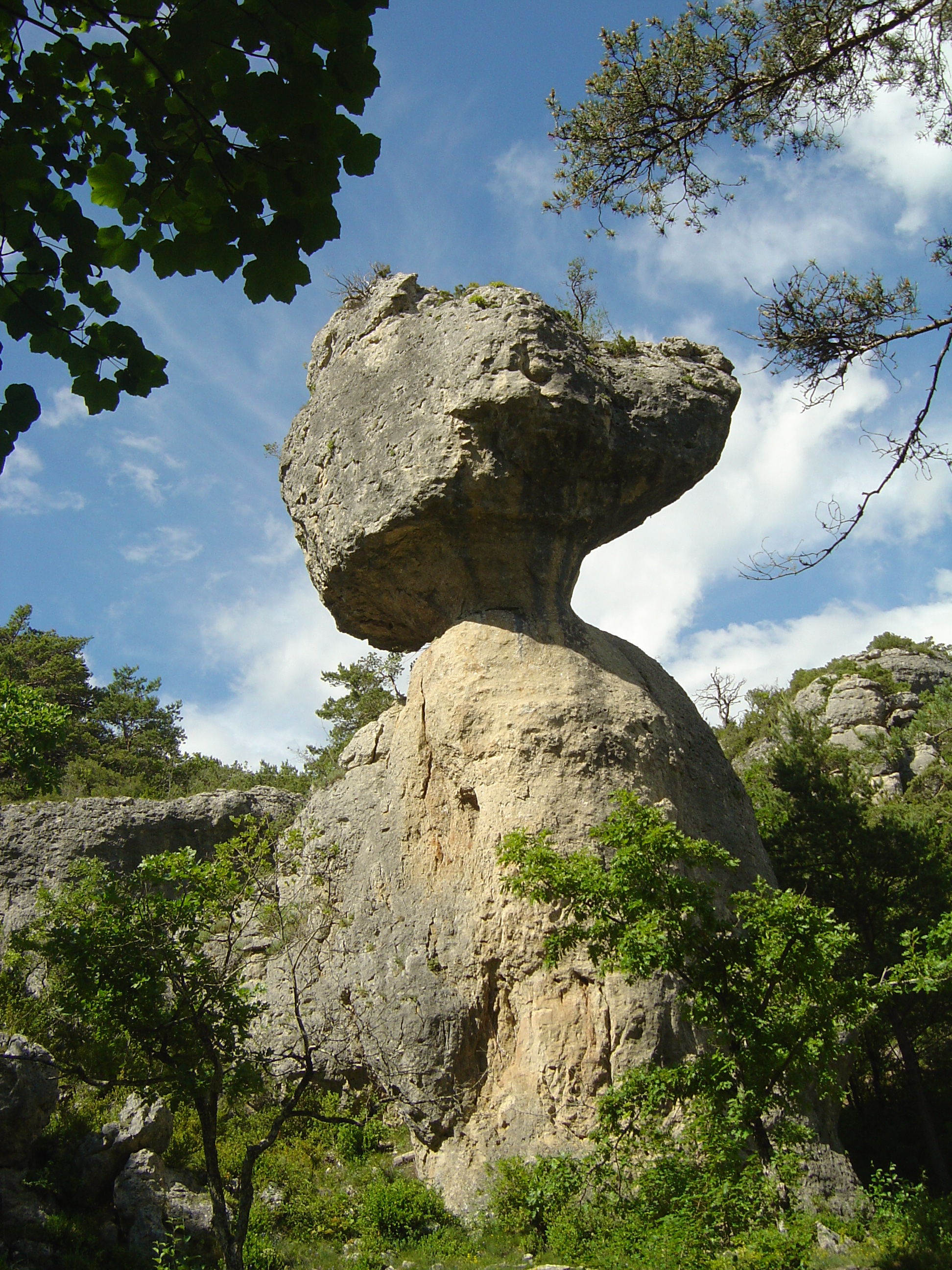
Le Roc Camparolié.
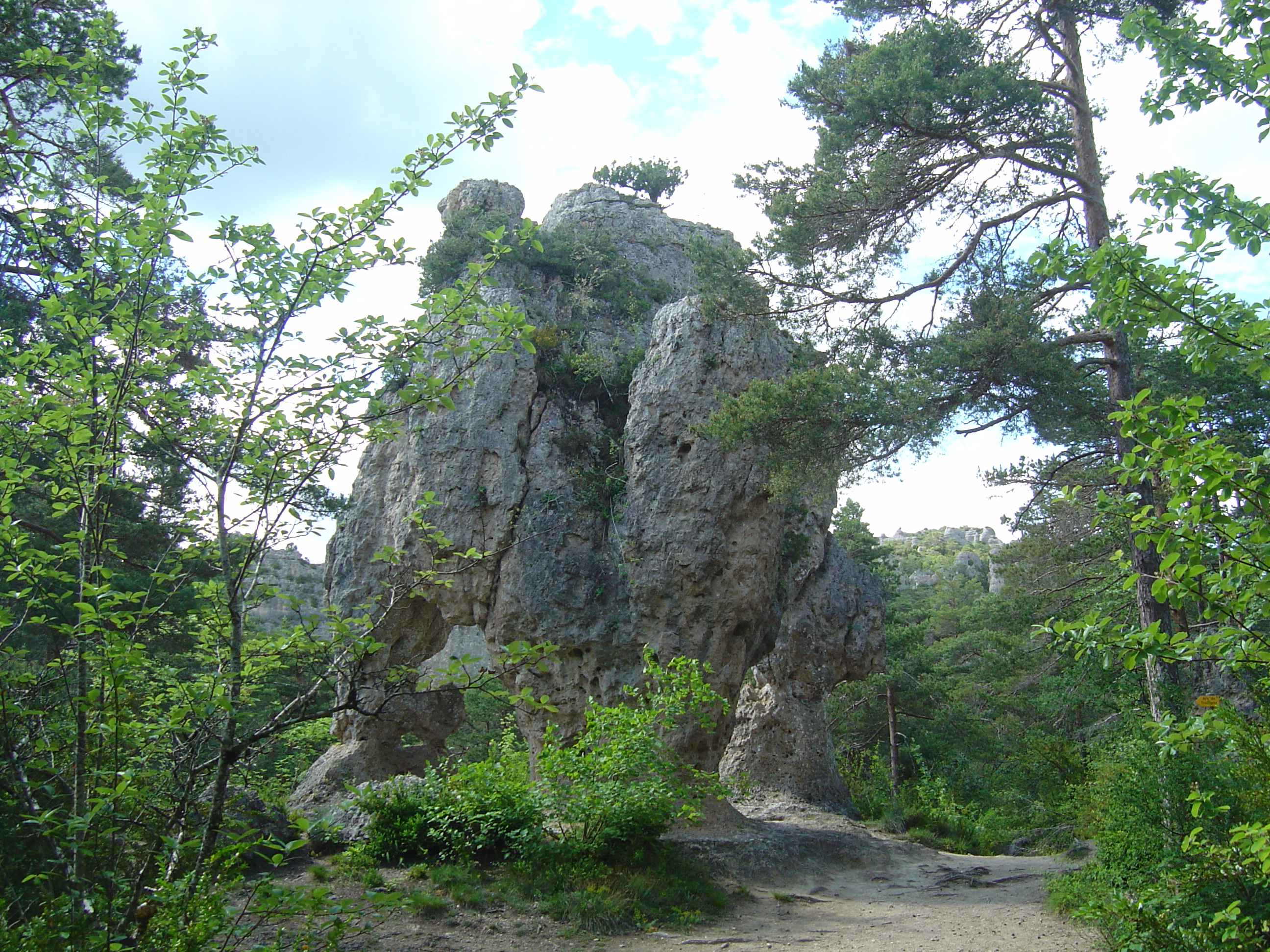
L'Arc de triomphe.

### Autres lieux et monuments
- Église Sainte-Marguerite-d'Antobe de La Roque-Sainte-Marguerite.
- Église Saint-Pierre de Pierrefiche-du-Larzac.
- Église Notre-Dame-des-Treilles de Saint-Véran, inscrite au titre des monuments historiques en 1927[66].
- Les gorges de la Dourbie.
- Pierrefiche-du-Larzac (anciennement Pierrefiche) avec son église Saint-Pierre, son ermitage Saint-Pierre et son puits romain de Pierrefiche (puits à marches).
- Au sud de Pierrefiche, le menhir de Pierrefiche du Larzac[67] et le dolmen du Sot[68].
- Plusieurs avens sur la commune dont ceux d'Altayrac[69], Conque Redonde[70] et de l'Habit[71].
- Les bâtiments et l'exsurgence du moulin de Corp[72], limitrophes du territoire communal, sont sur la commune de Saint-André-de-Vézines. L'aven du moulin de Corp est situé sur la rive gauche de la Dourbie, sur le territoire de La Roque-Sainte-Marguerite[73].

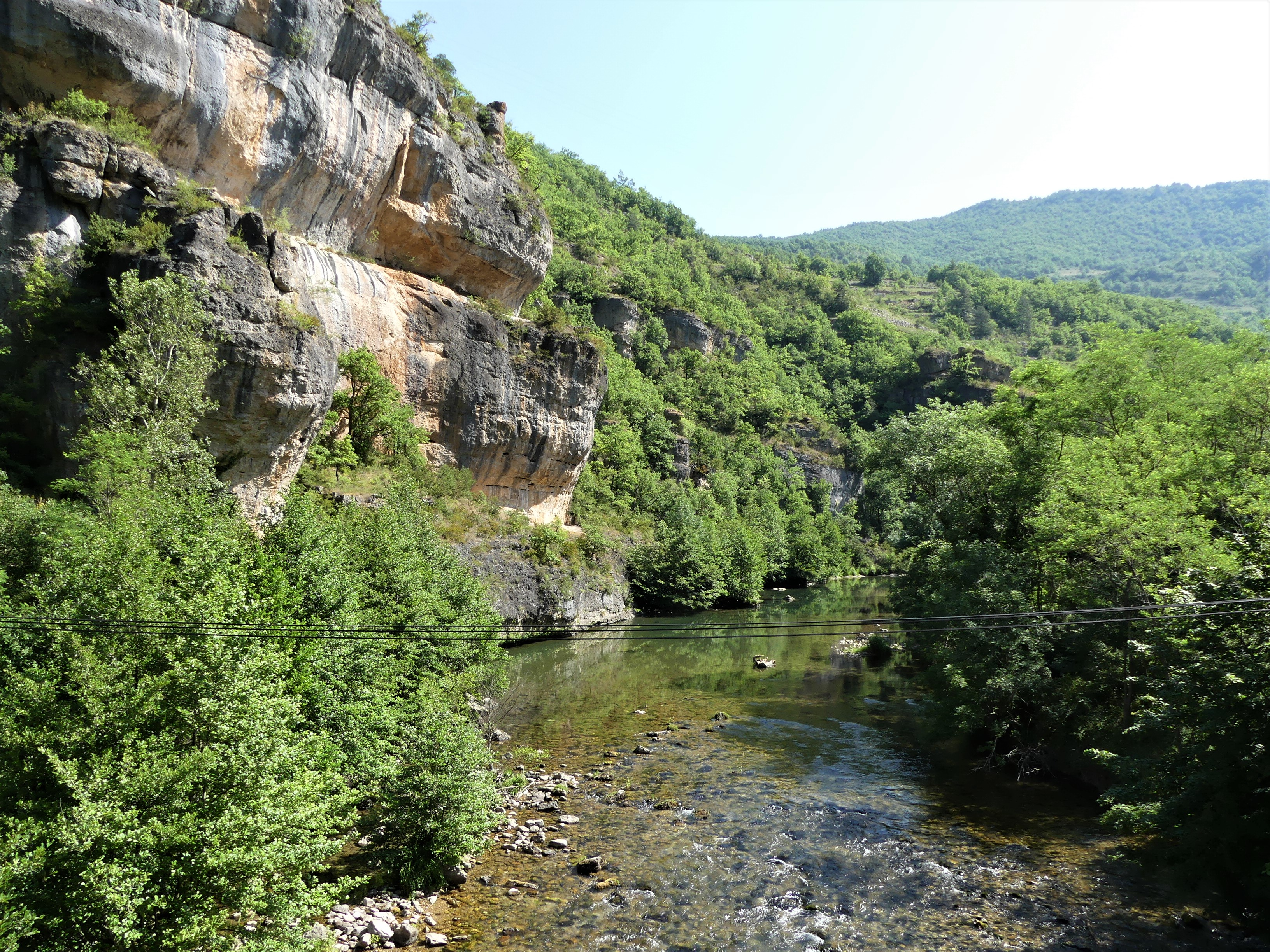
Les gorges de la Dourbie au pont des Fournets.
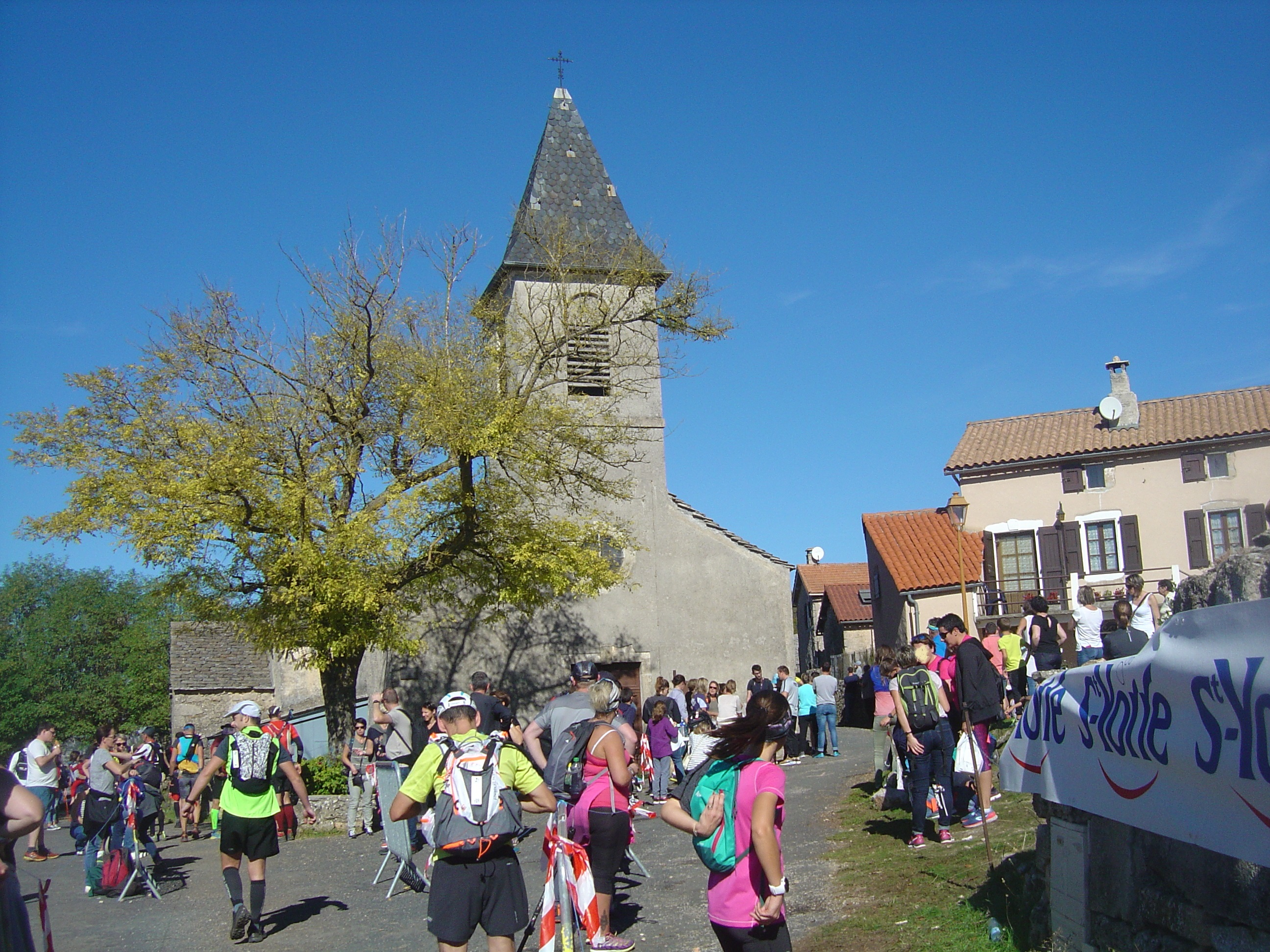
Église Saint-Pierre de Pierrefiche-du-Larzac.
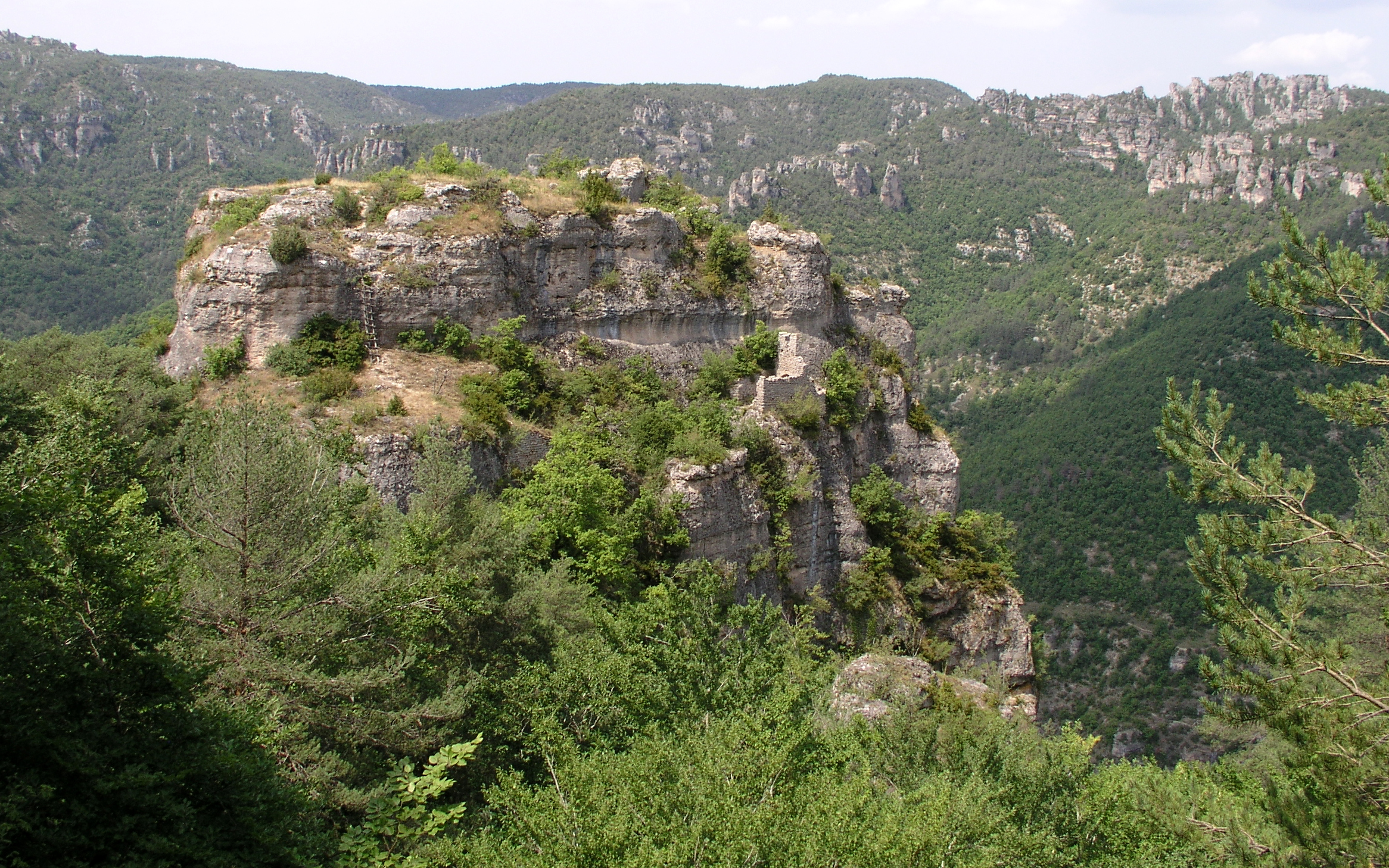
L'ermitage Saint-Pierre de Revel.
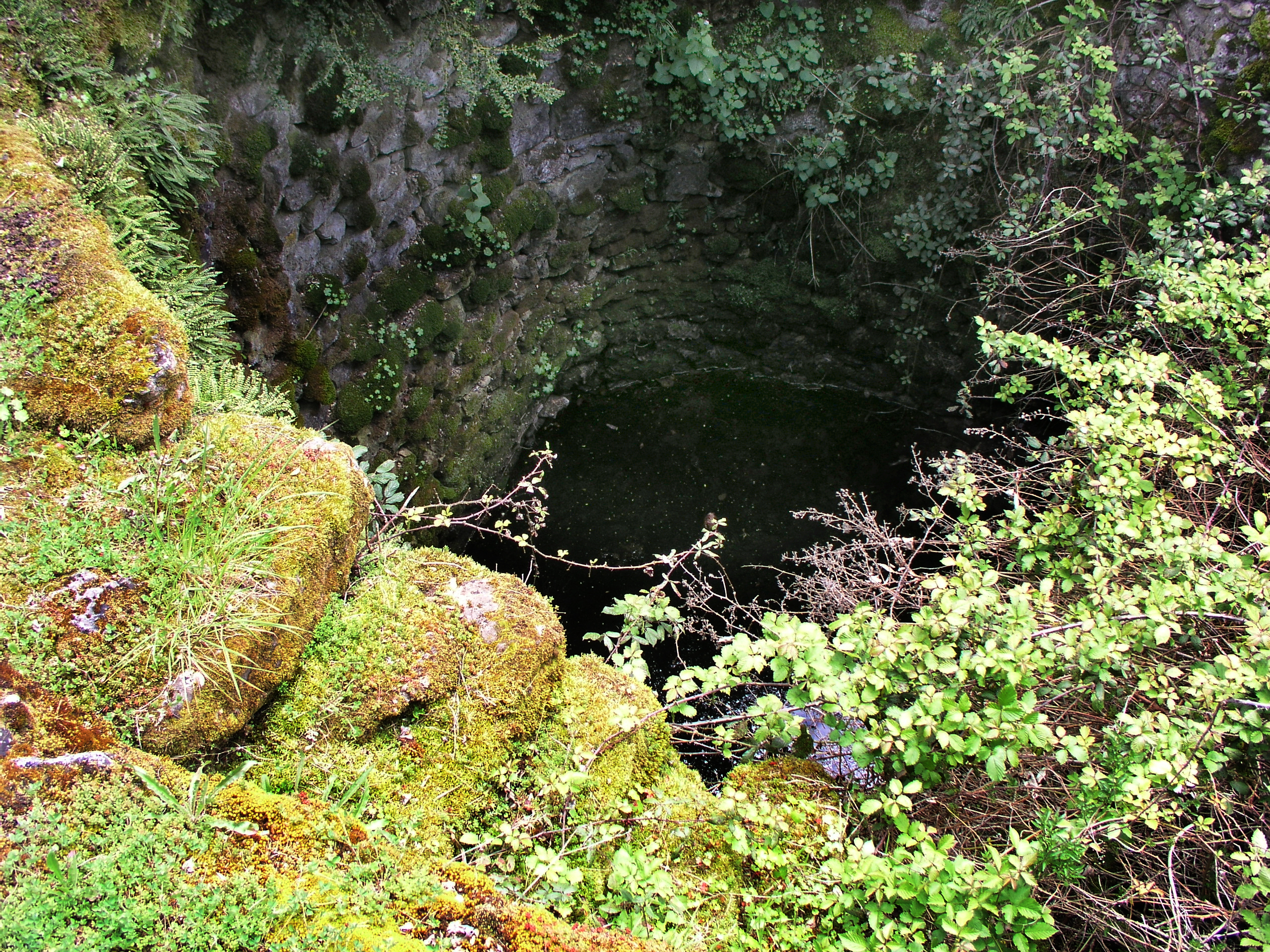
Le puits romain de Pierrefiche.
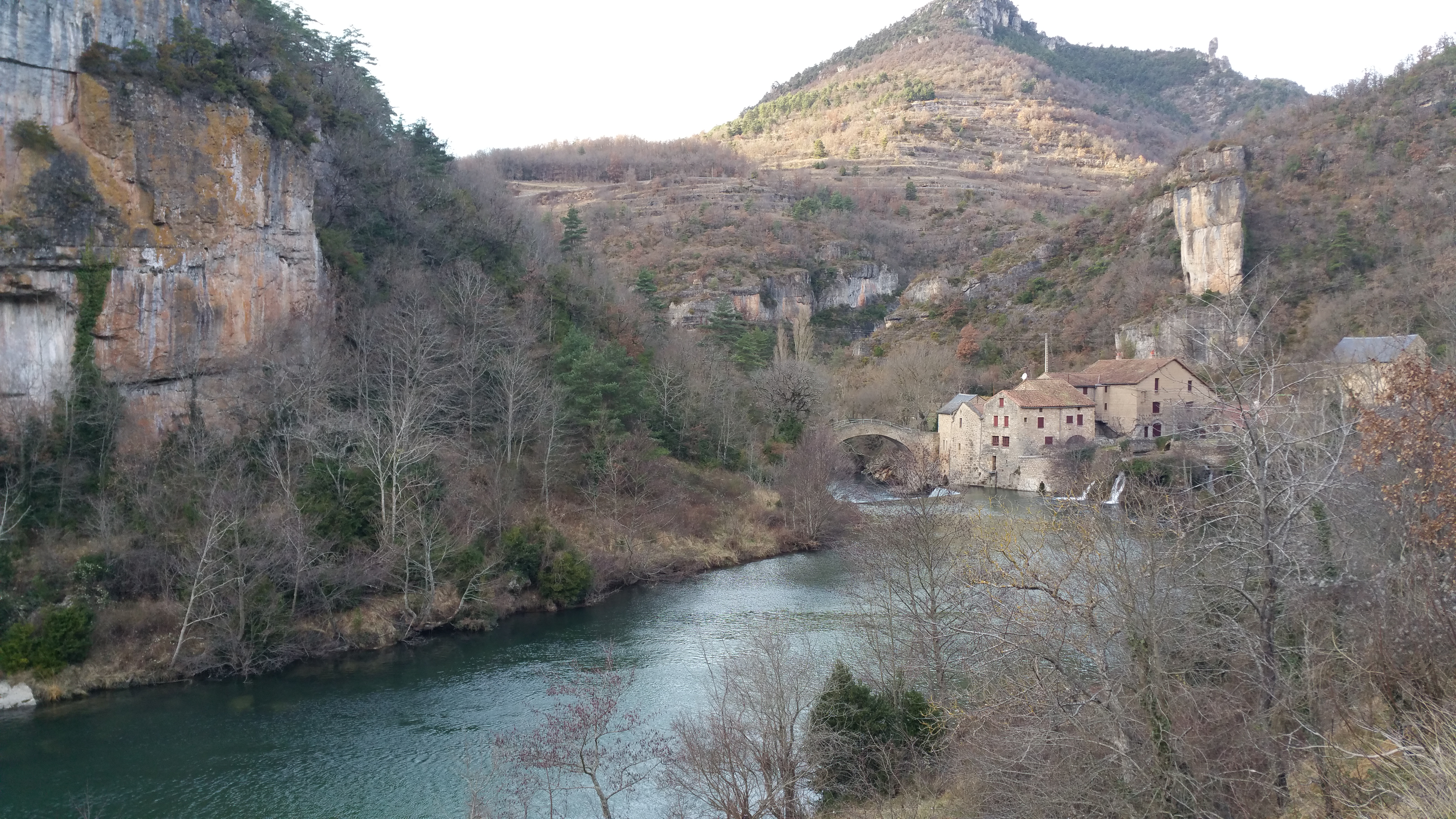
Le moulin de Corp dans les gorges de la Dourbie.
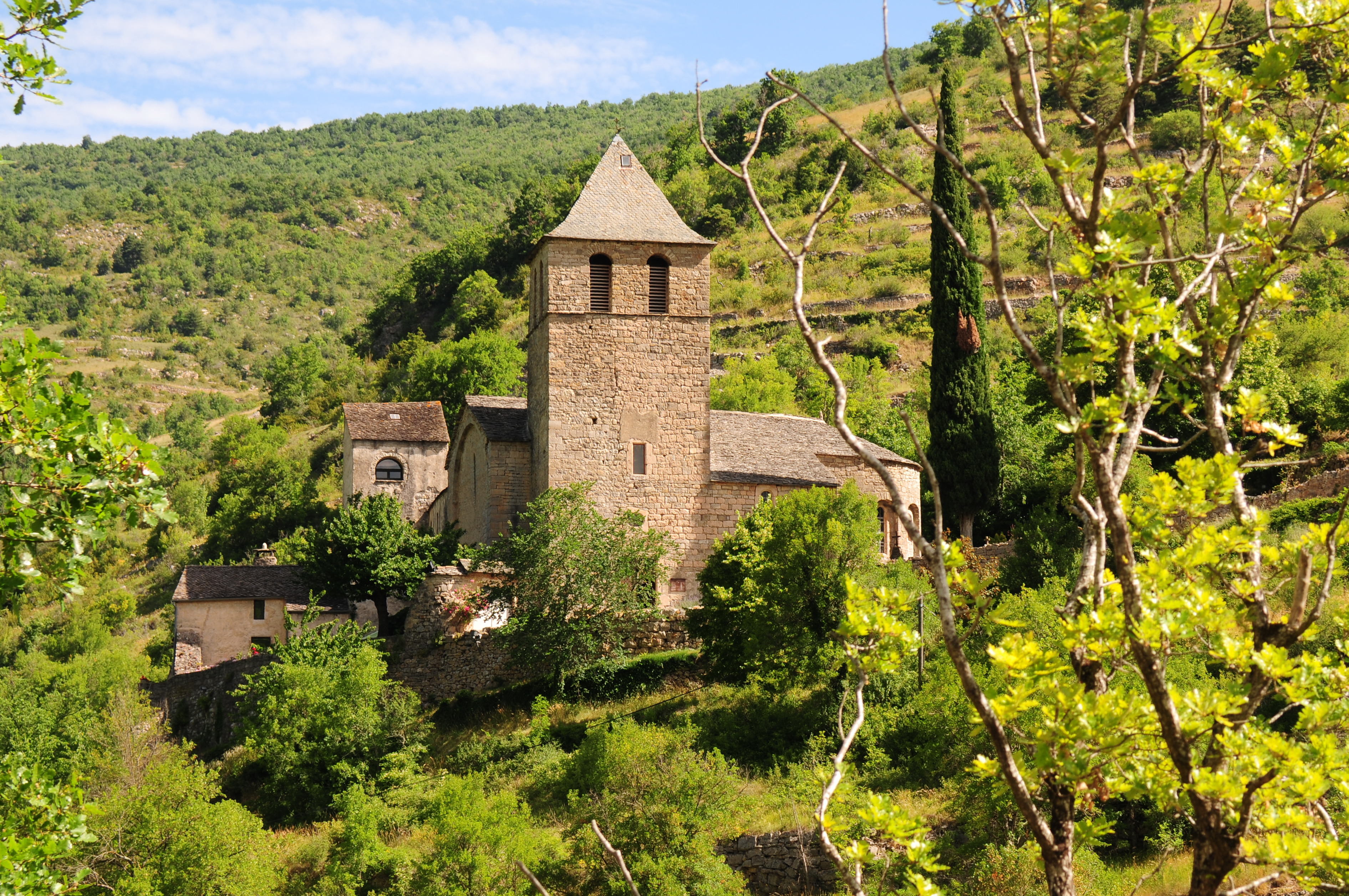
Église Notre-Dame-des-Treilles de Saint-Véran.

### Personnalités liées à la commune

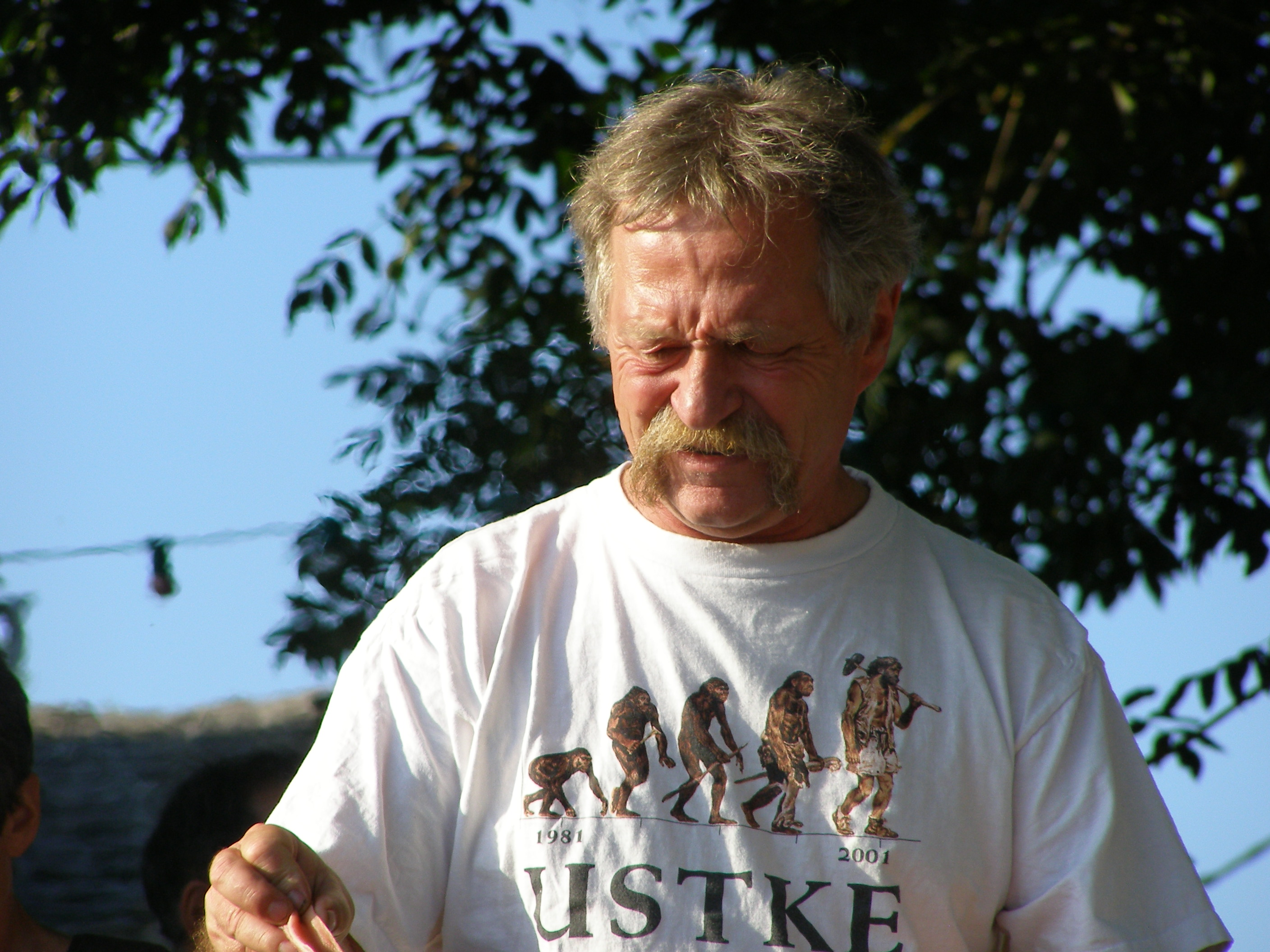
José Bové en 2008 à Montredon.

- Louis-Joseph de Montcalm (1712-1759), lieutenant-général français des armées en Nouvelle-France, seigneur de Saint-Véran.
- José Bové (1953-), agriculteur et homme politique, habite à La Roque-Sainte-Marguerite.
- Dominique Plancke (1957-), homme politique et militant écologiste.